# Lista gatunków z rodzaju niecierpek

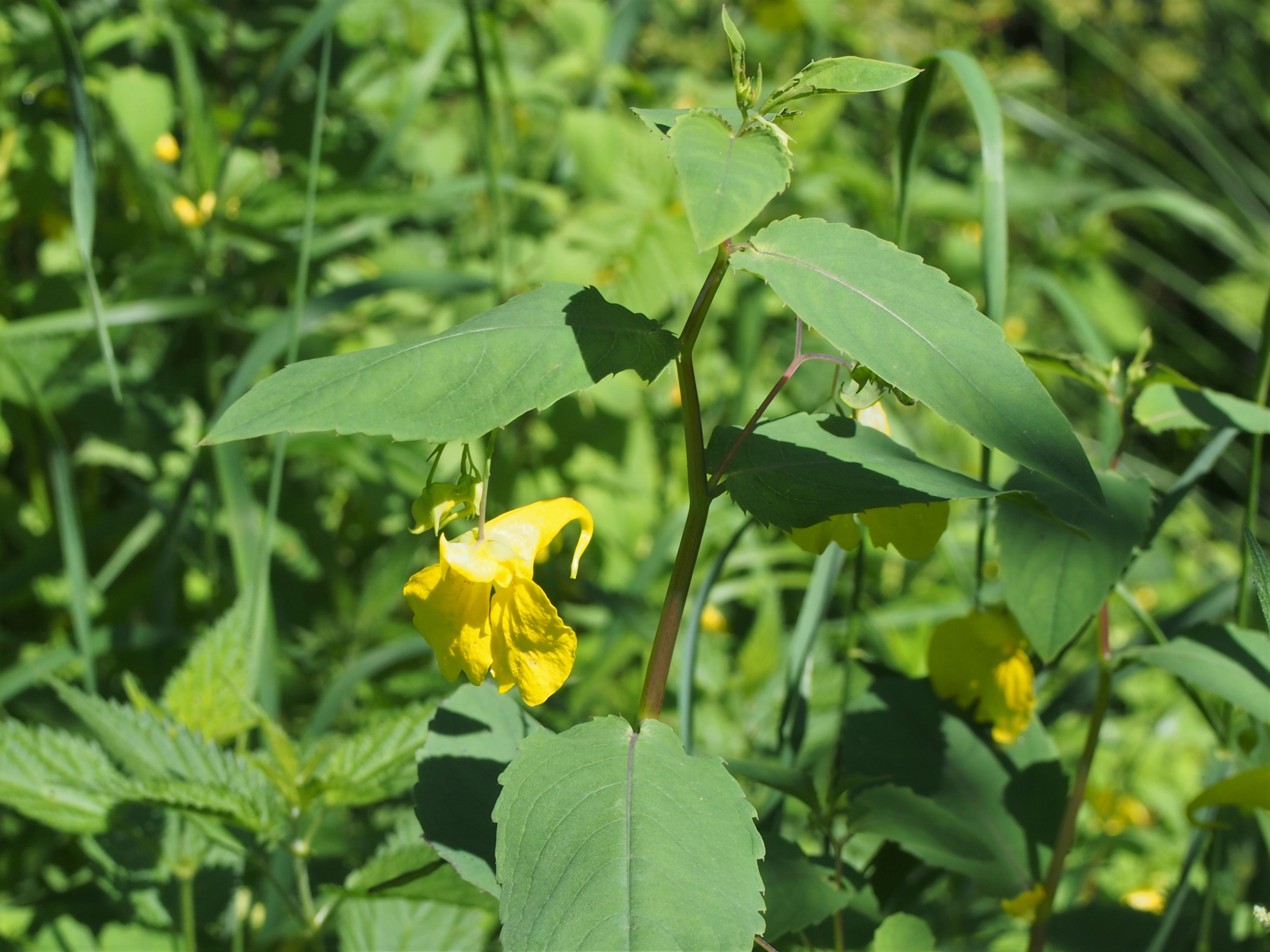
Niecierpek pospolity

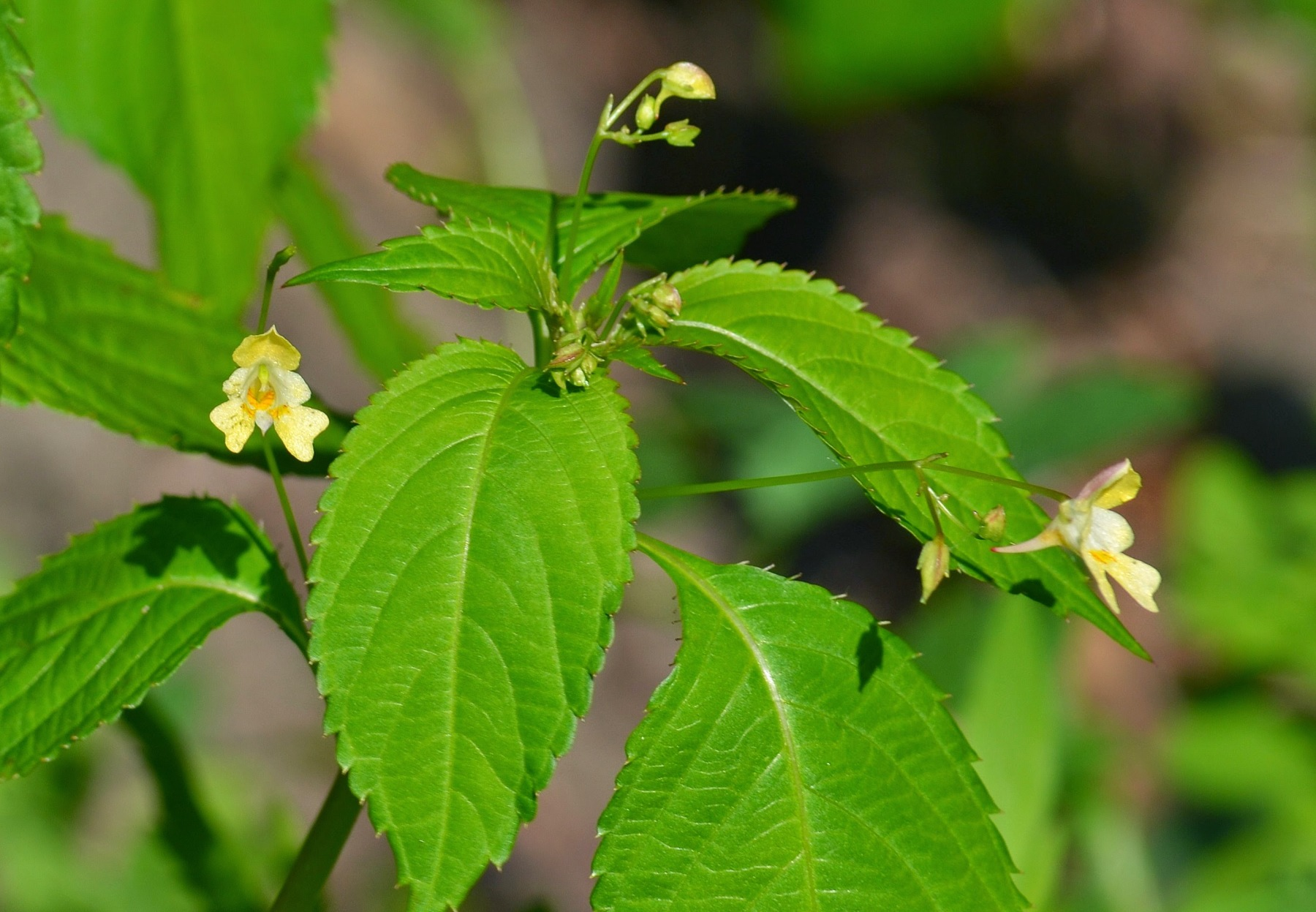
Niecierpek drobnokwiatowy

Lista gatunków z rodzaju niecierpek Impatiens – lista gatunków rodzaju roślin należącego do rodziny niecierpkowatych. Według bazy taksonomicznej Plants of the World Online do rodzaju należy 1067 gatunków.
Wykaz gatunków

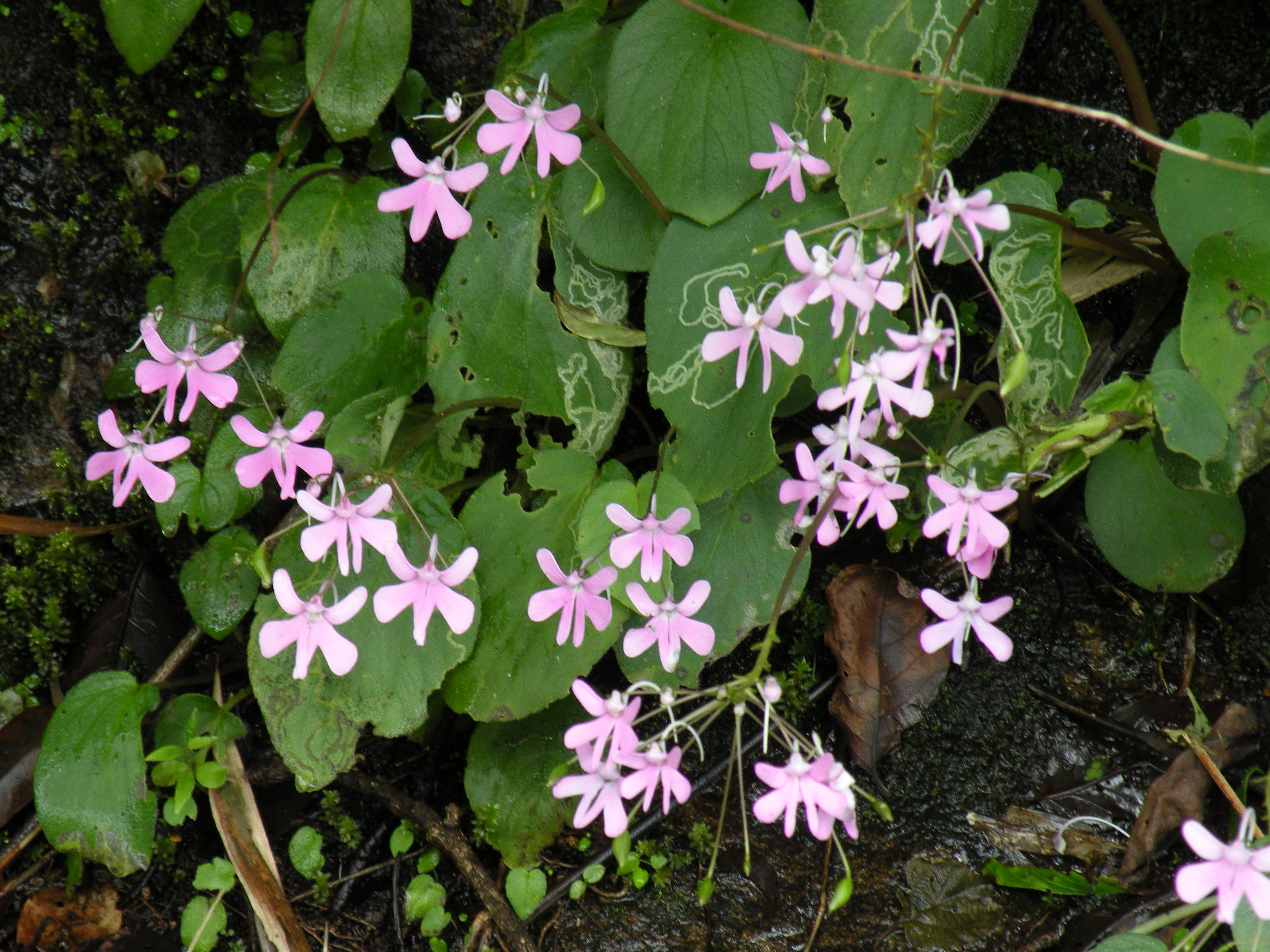
Impatiens acaulis

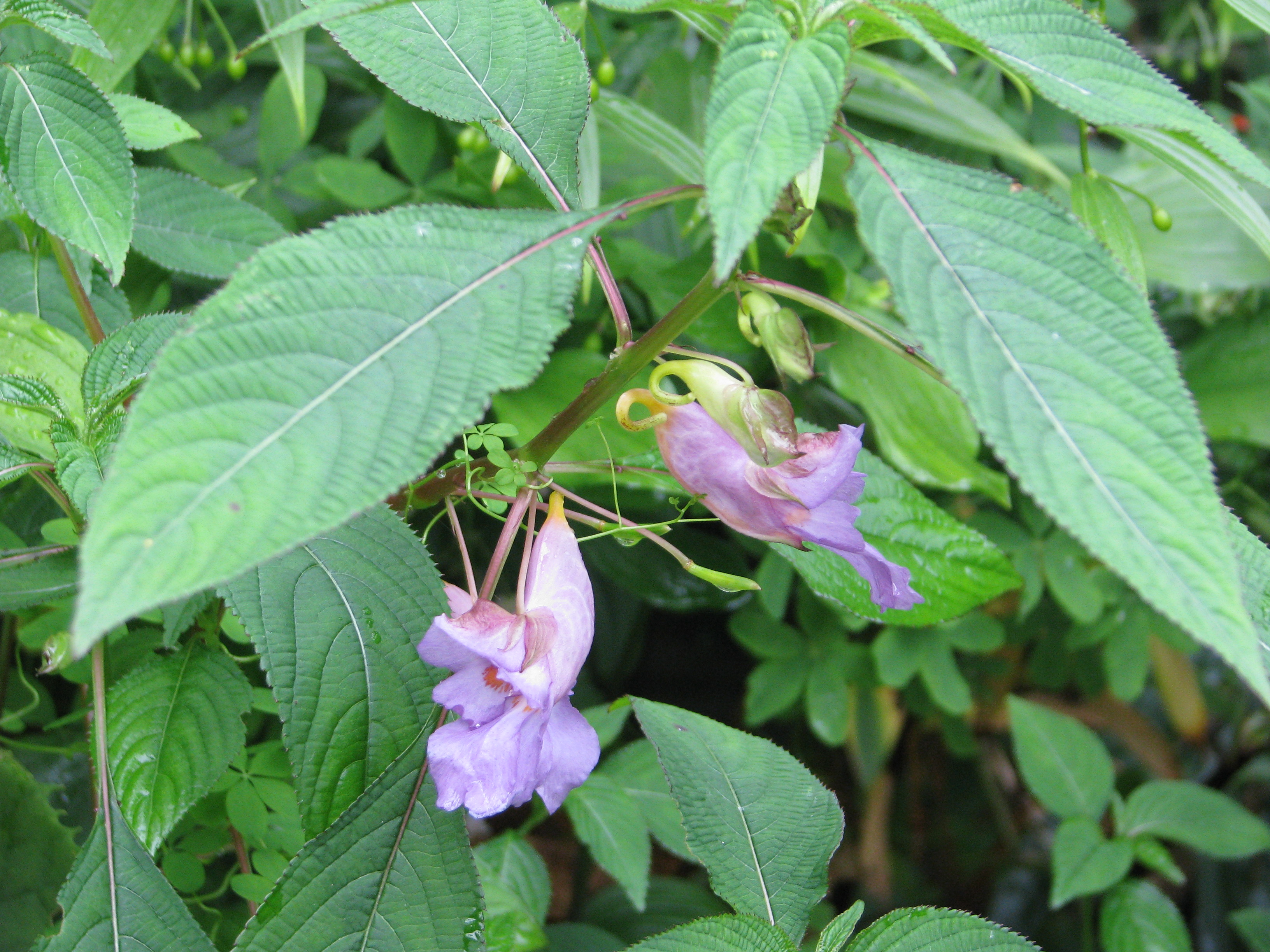
Impatiens arguta

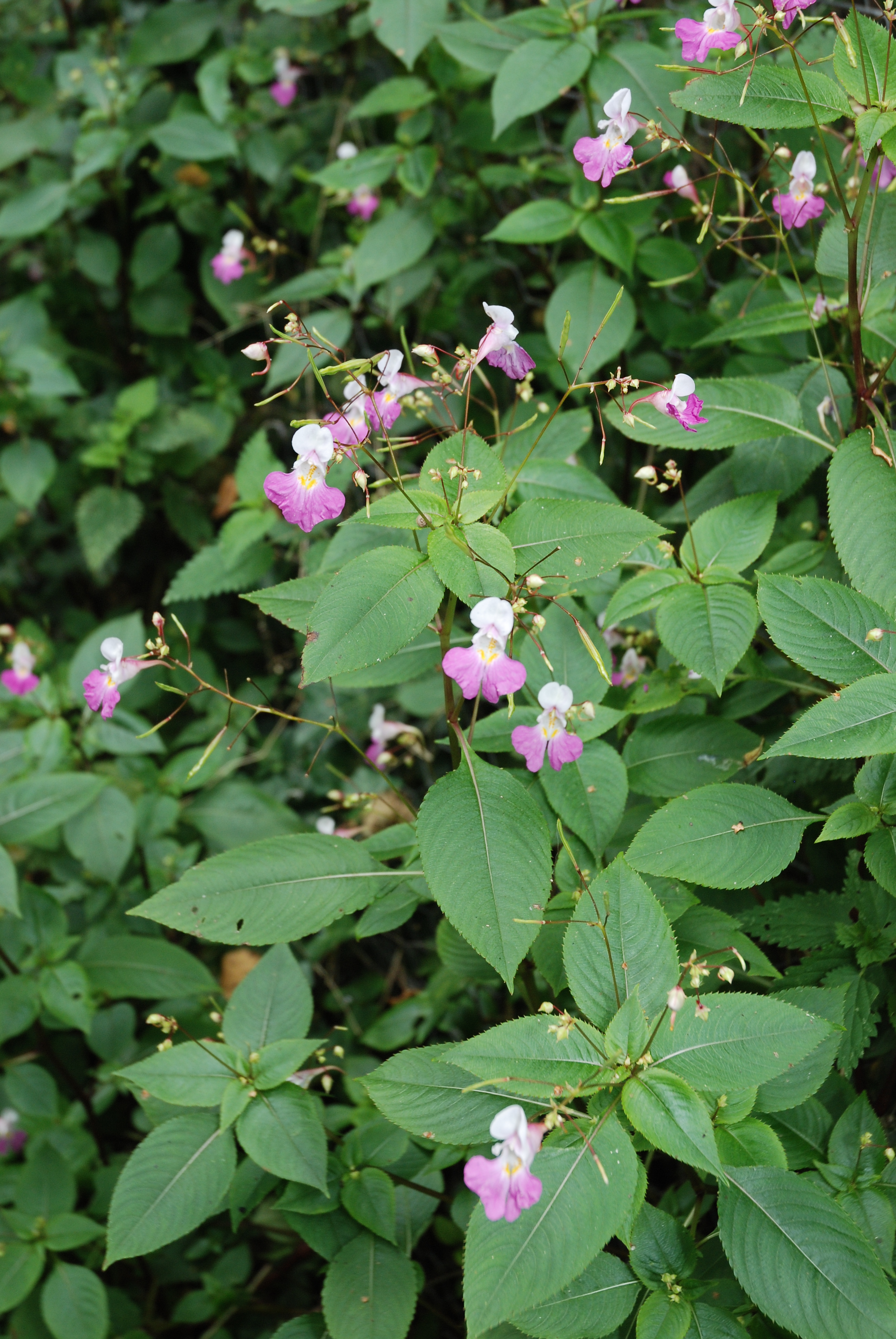
Impatiens balfourii

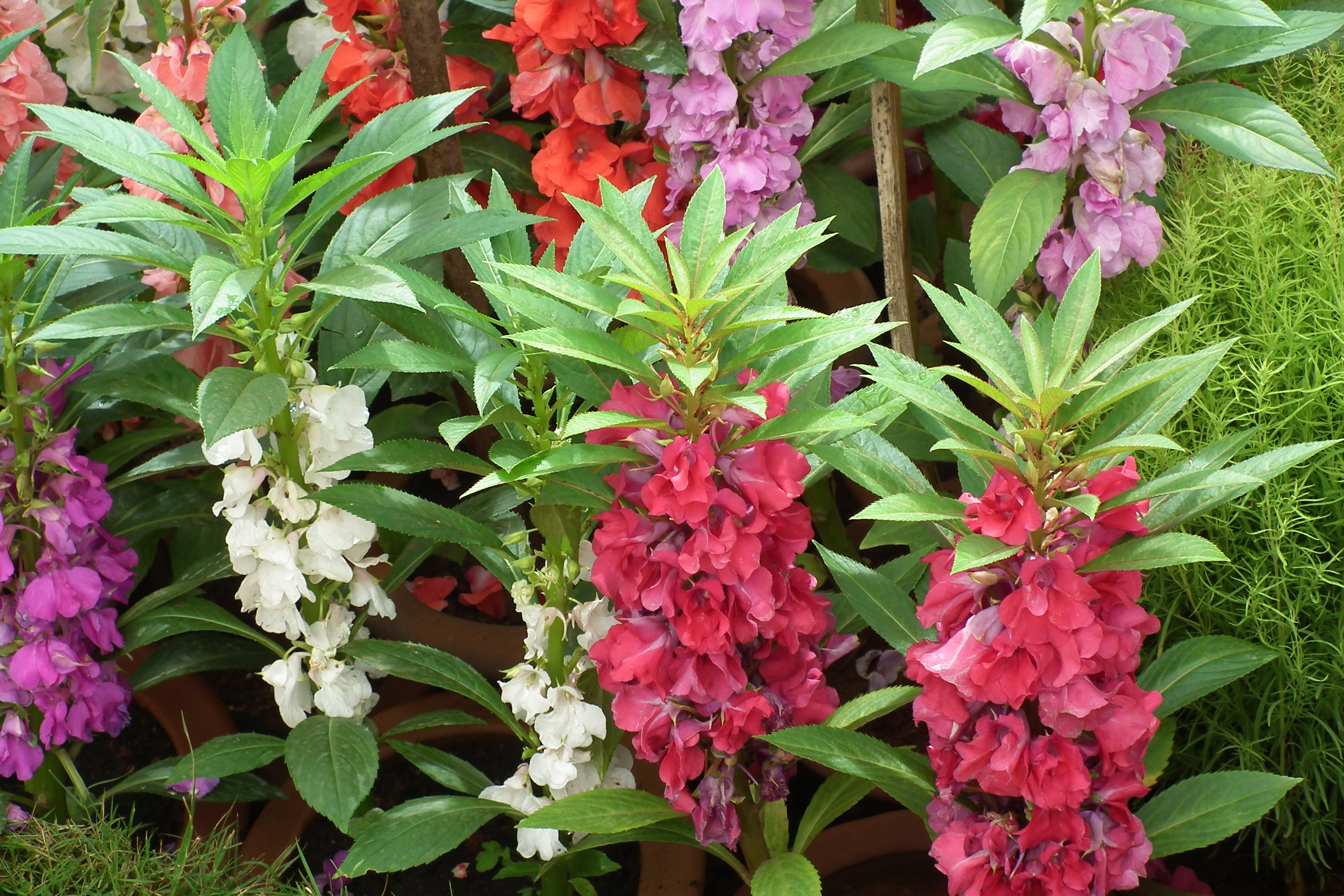
Impatiens balsamina

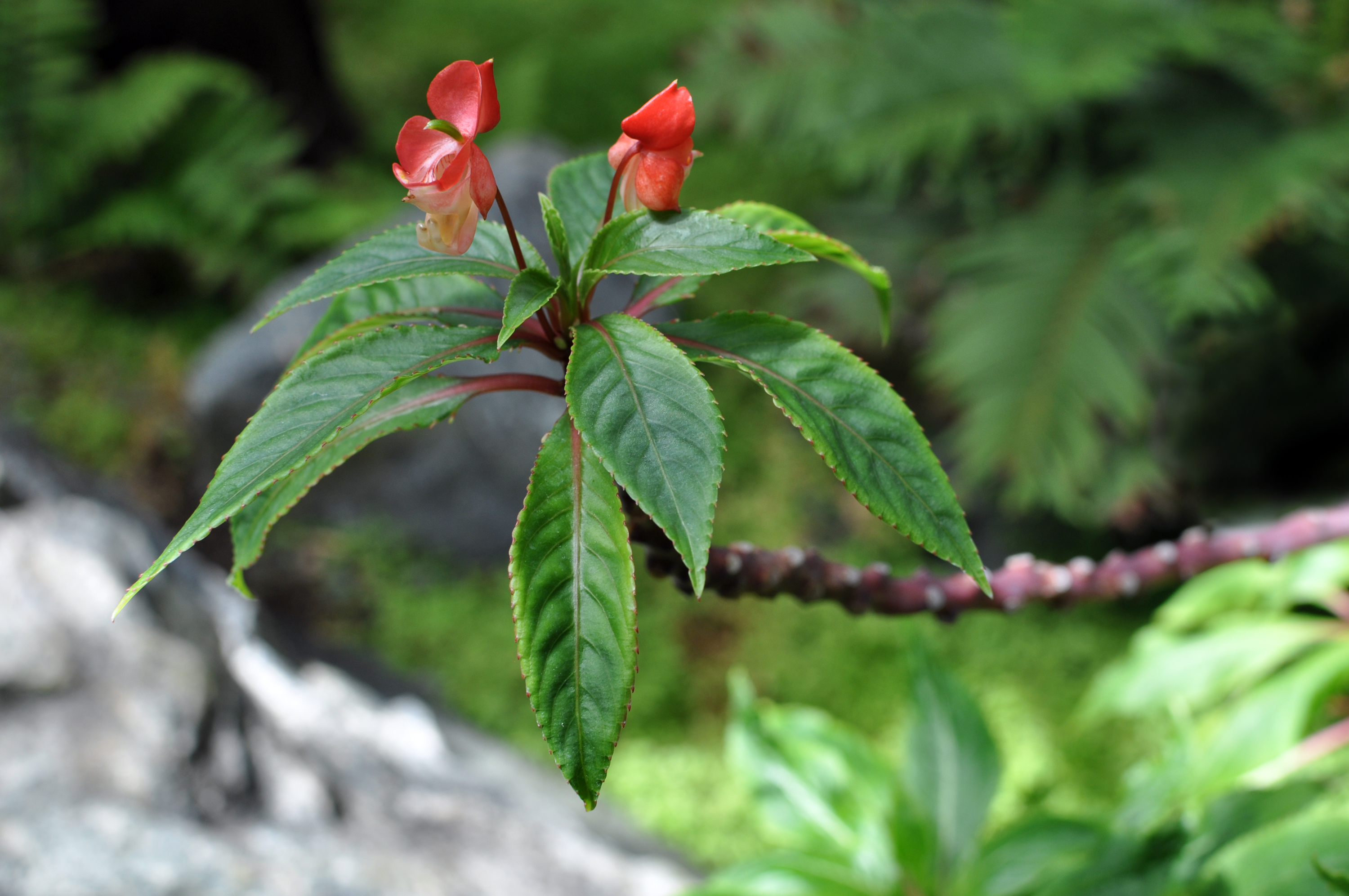
Impatiens bicaudata

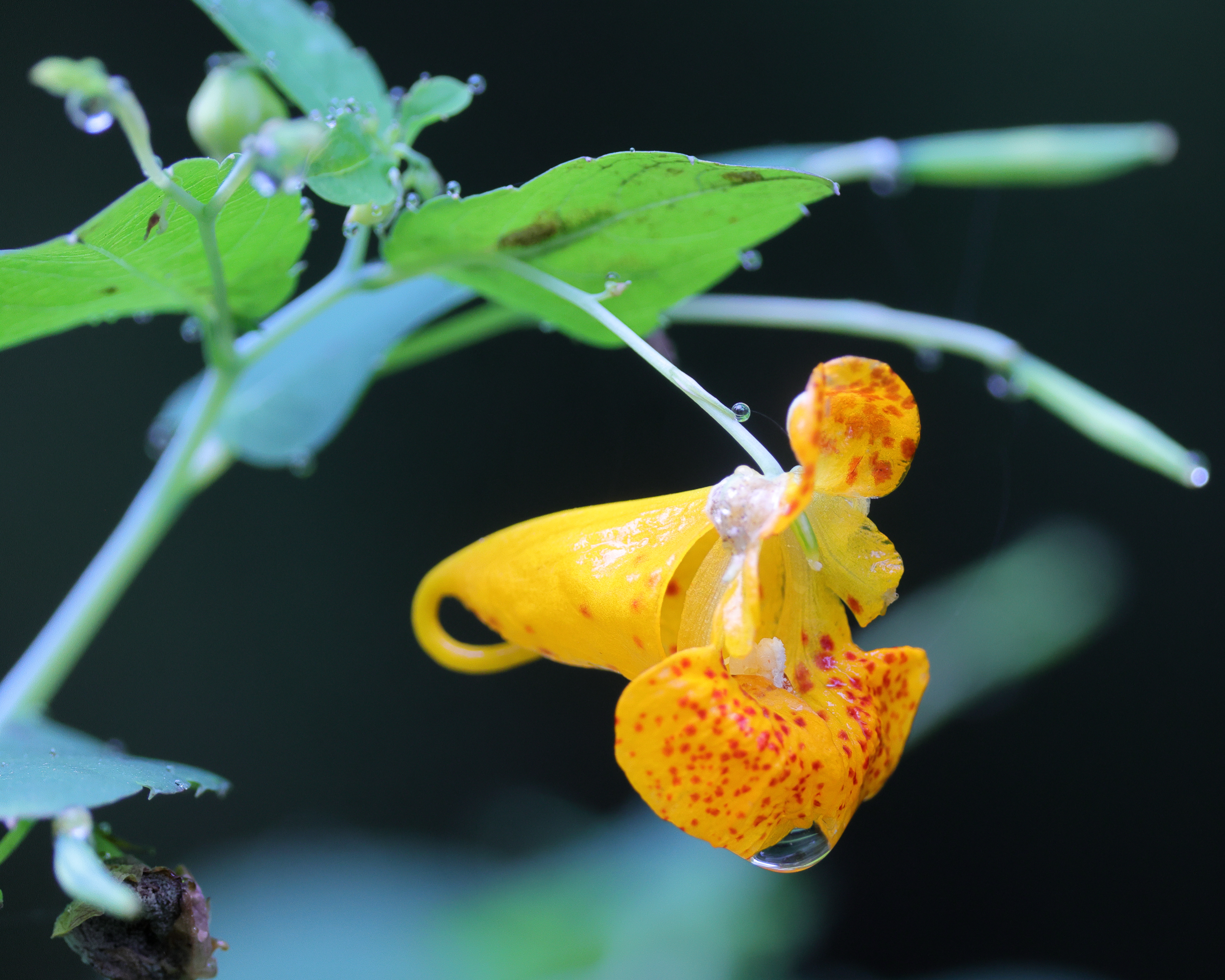
Impatiens capensis

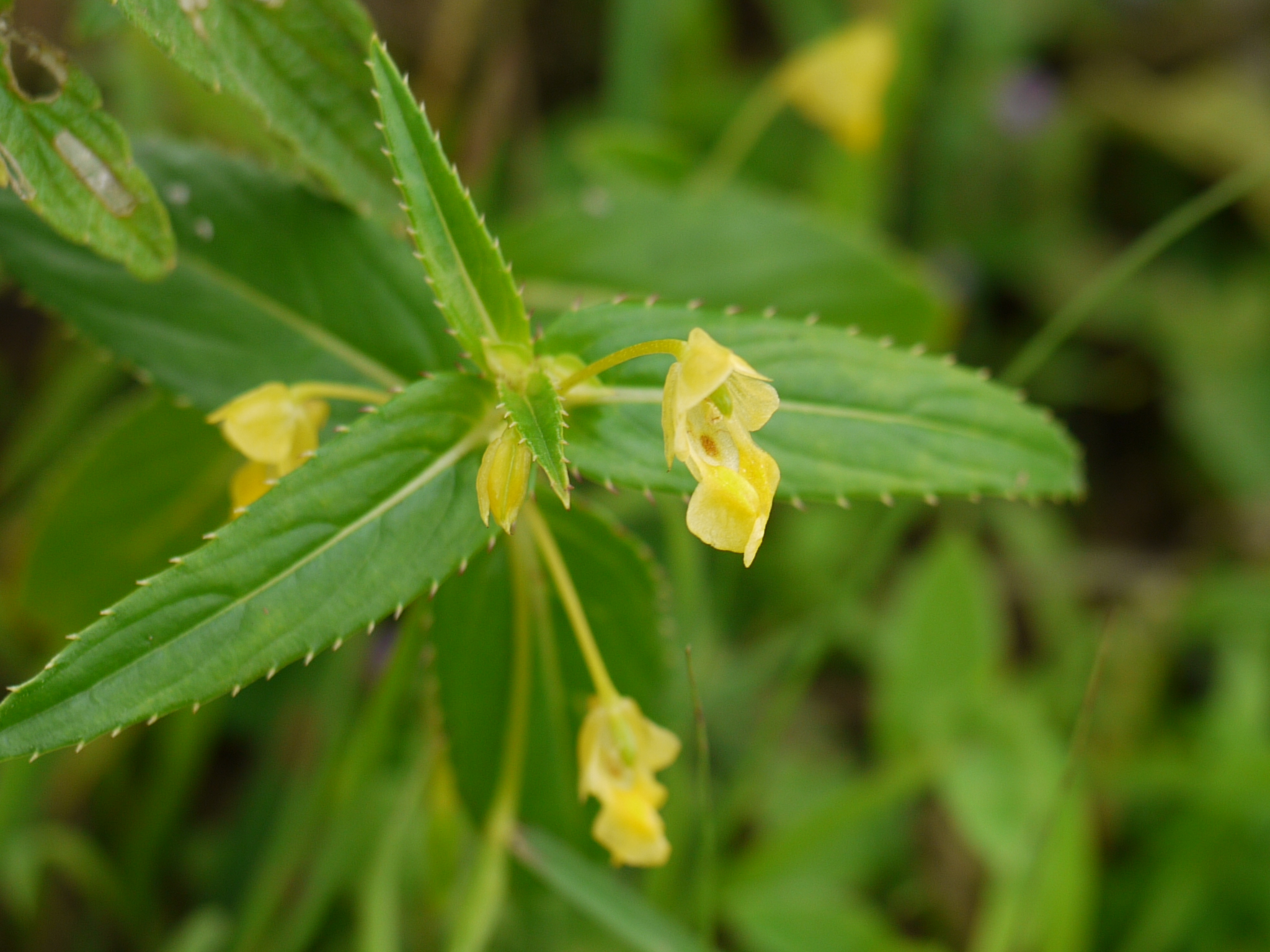
Impatiens dalzellii

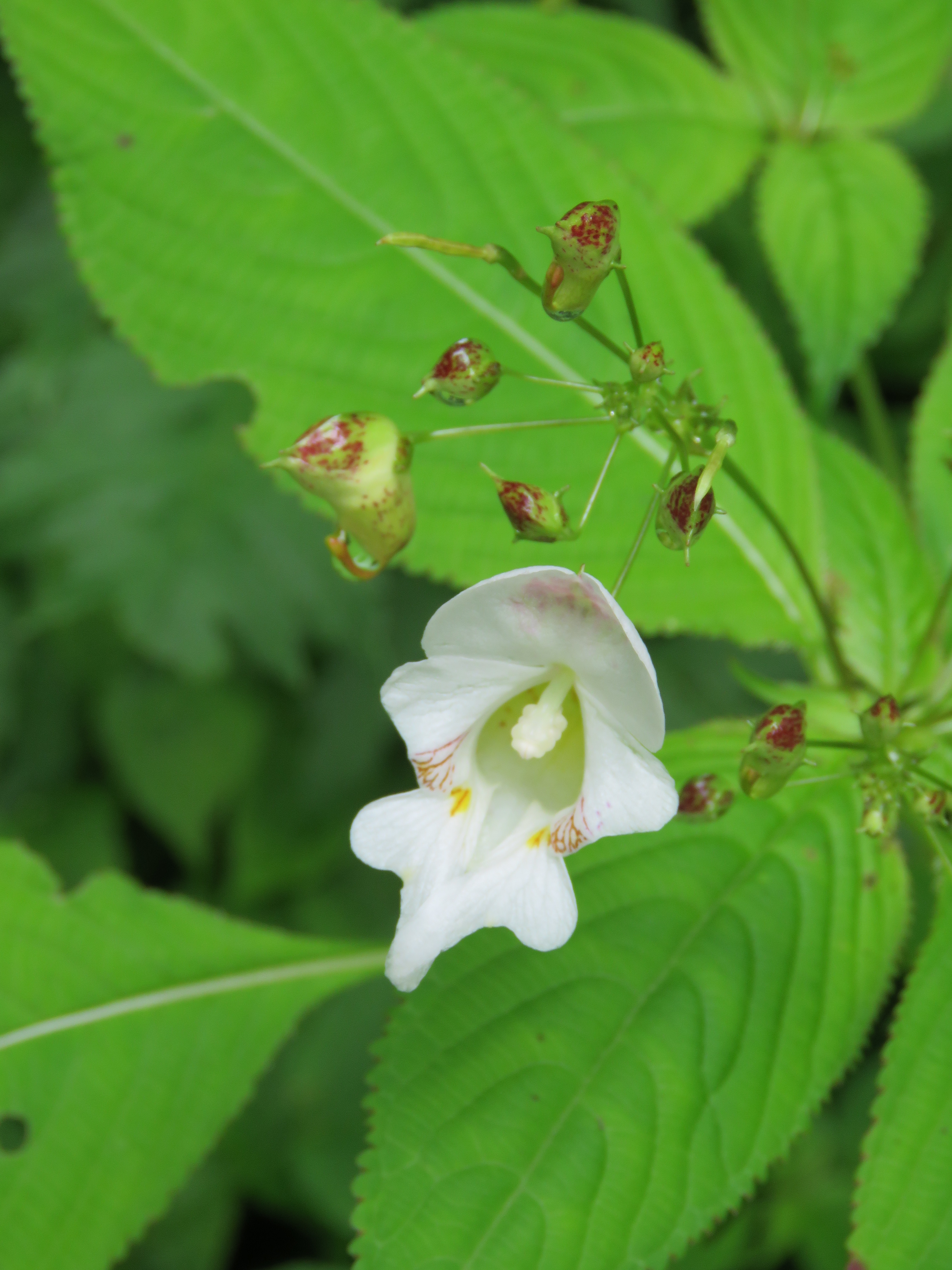
Impatiens devendrae

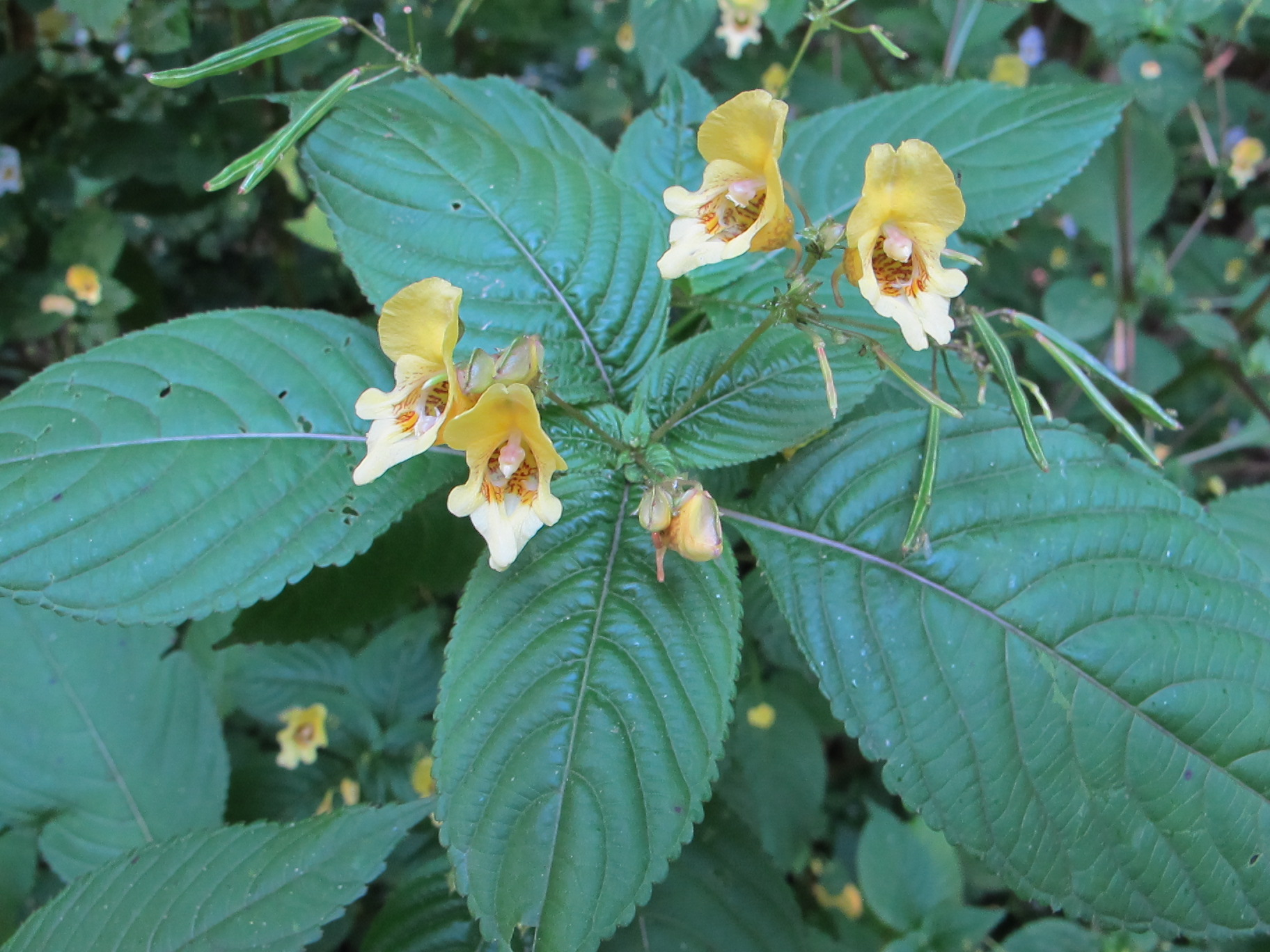
Impatiens edgeworthii

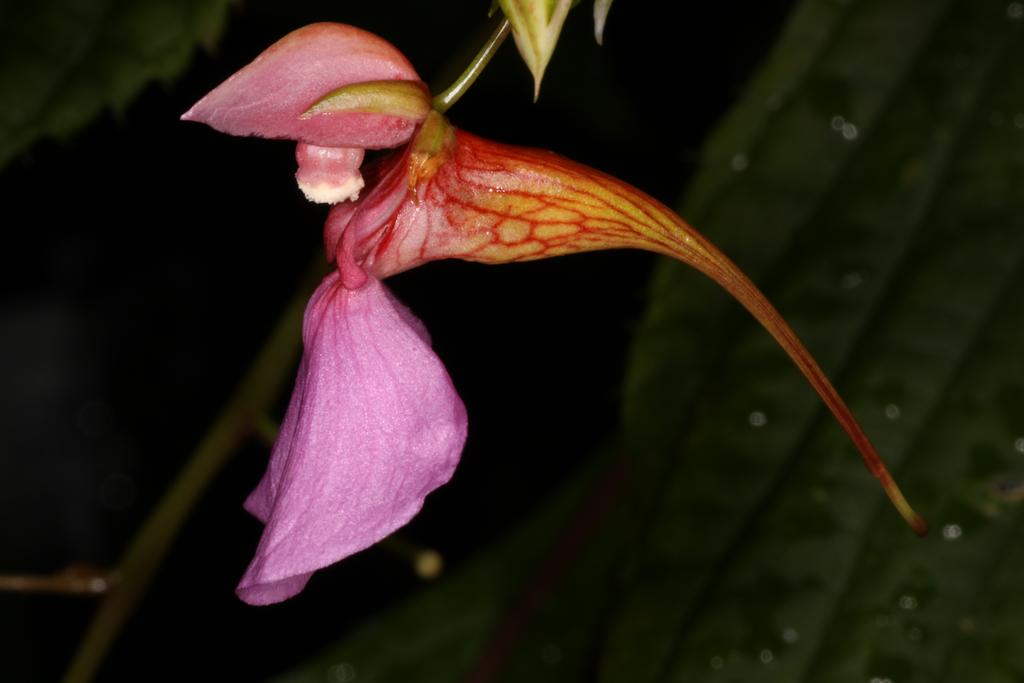
Impatiens flanaganiae

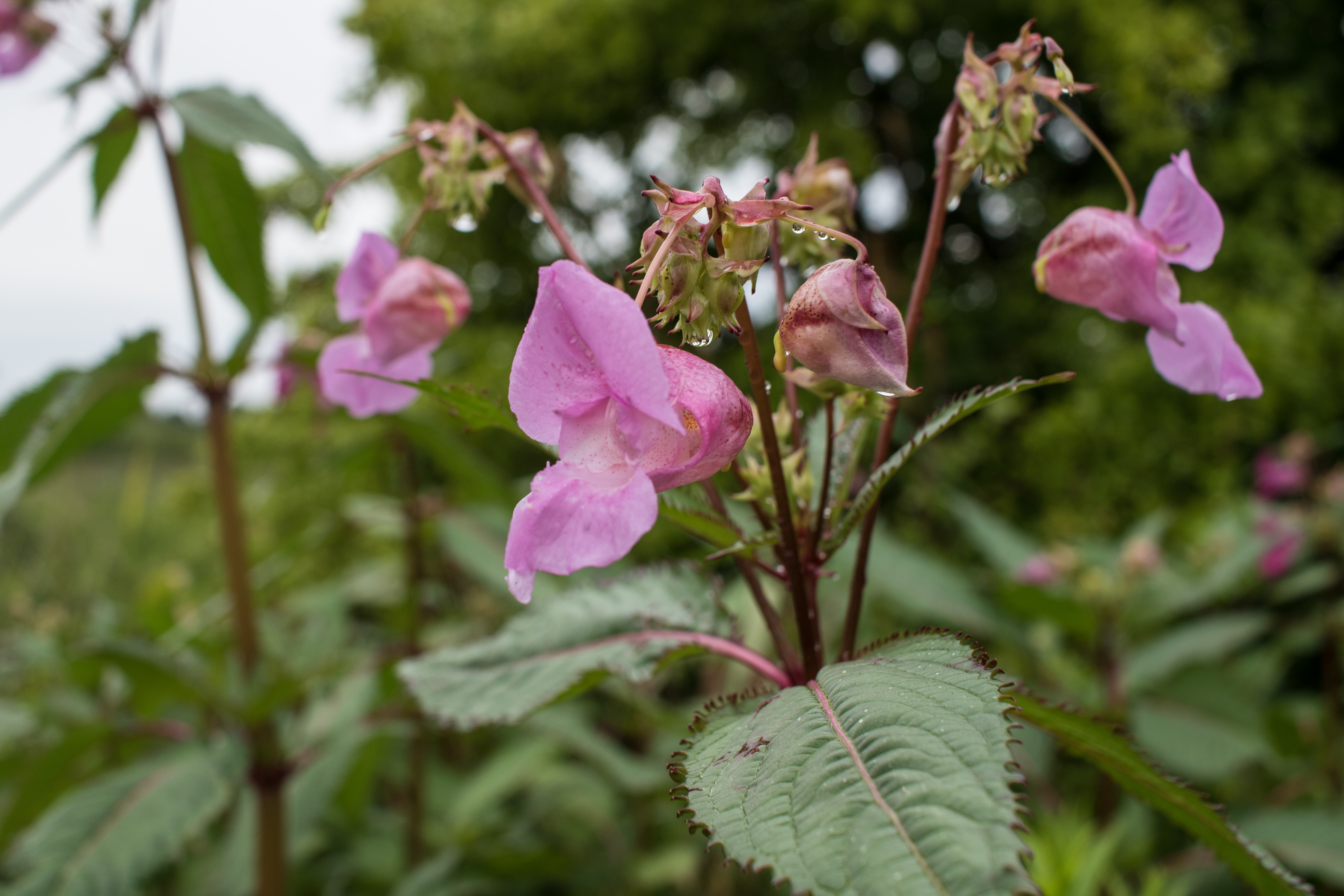
Impatiens glandulifera

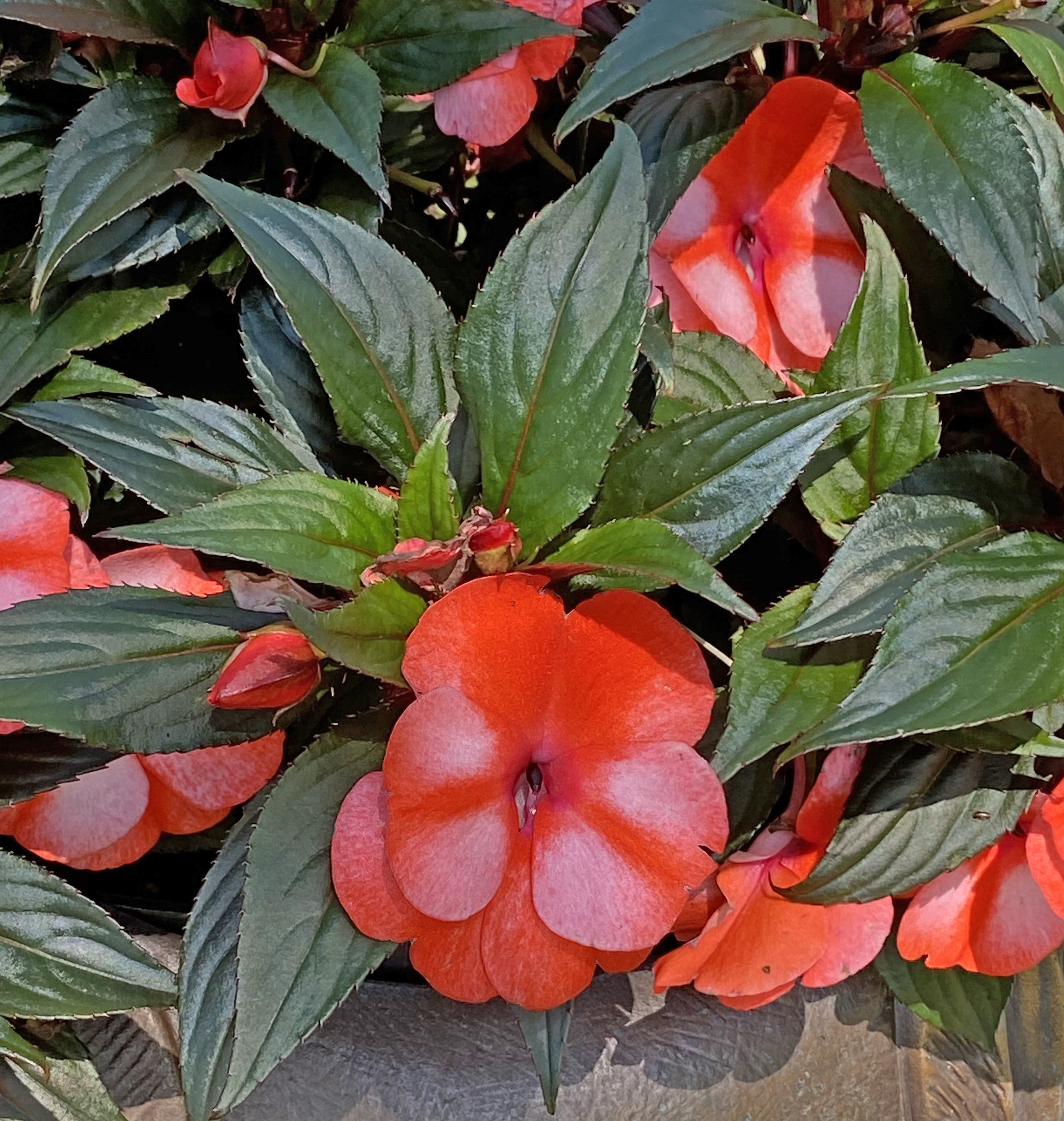
Impatiens hawkeri

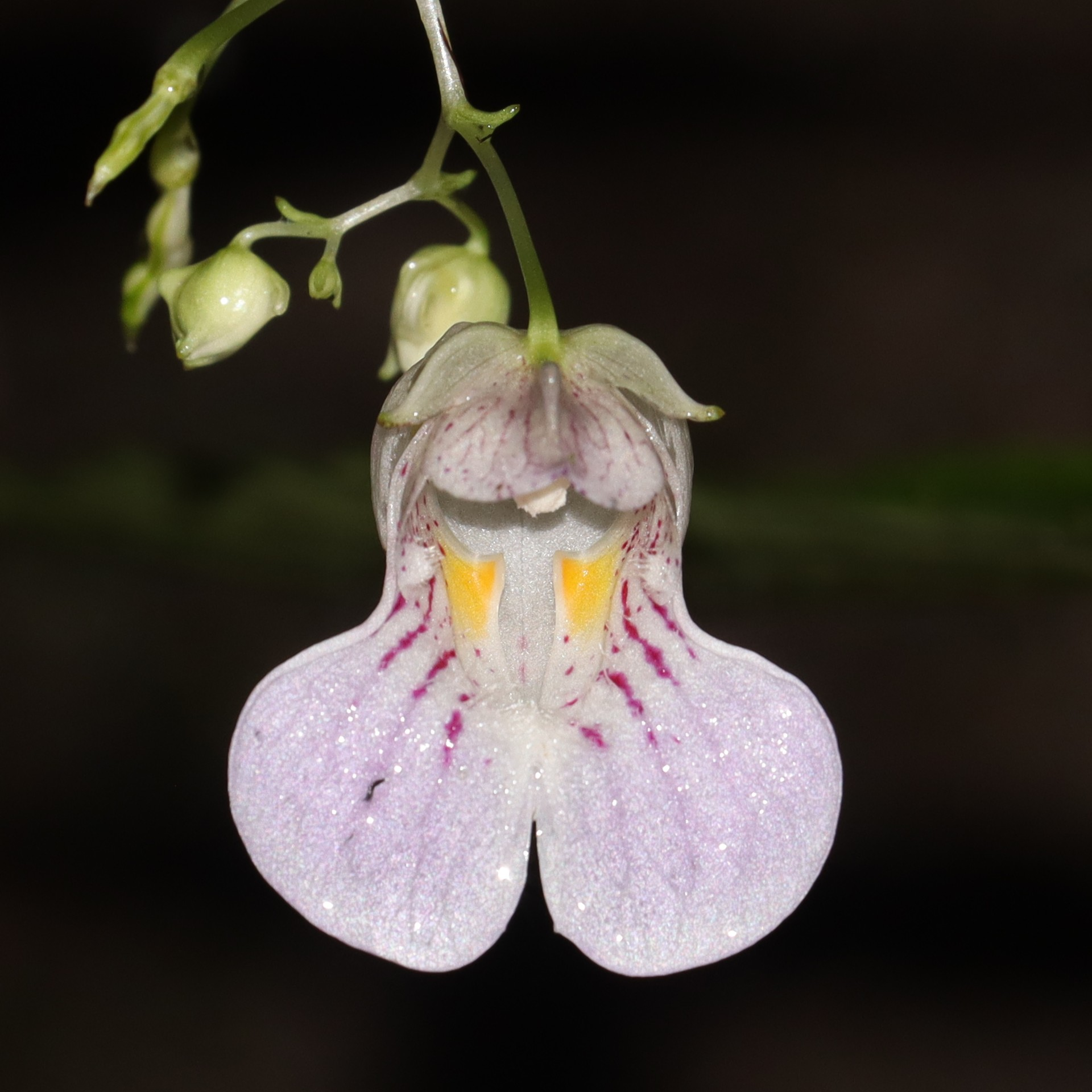
Impatiens hypophylla

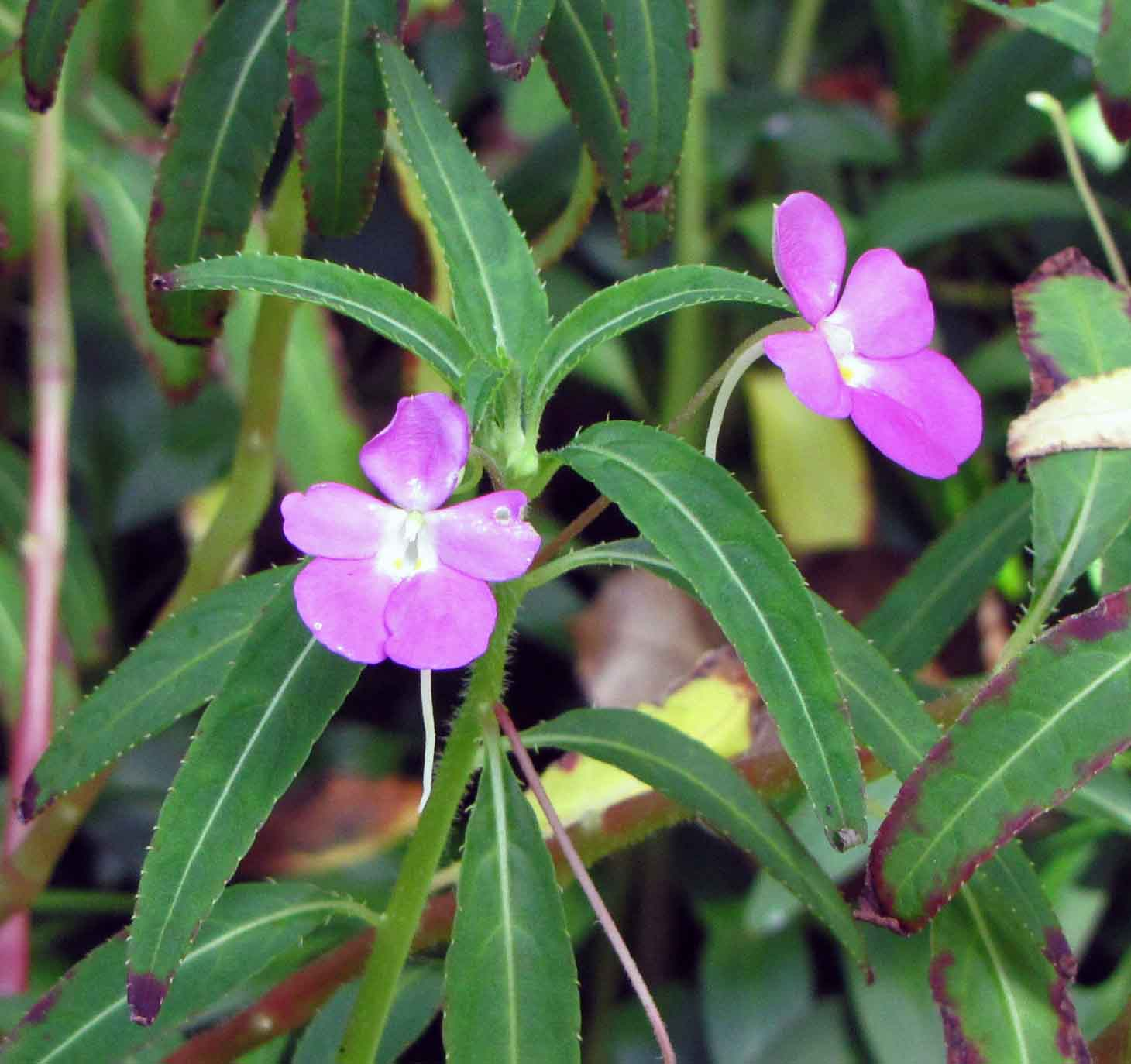
Impatiens irvingii

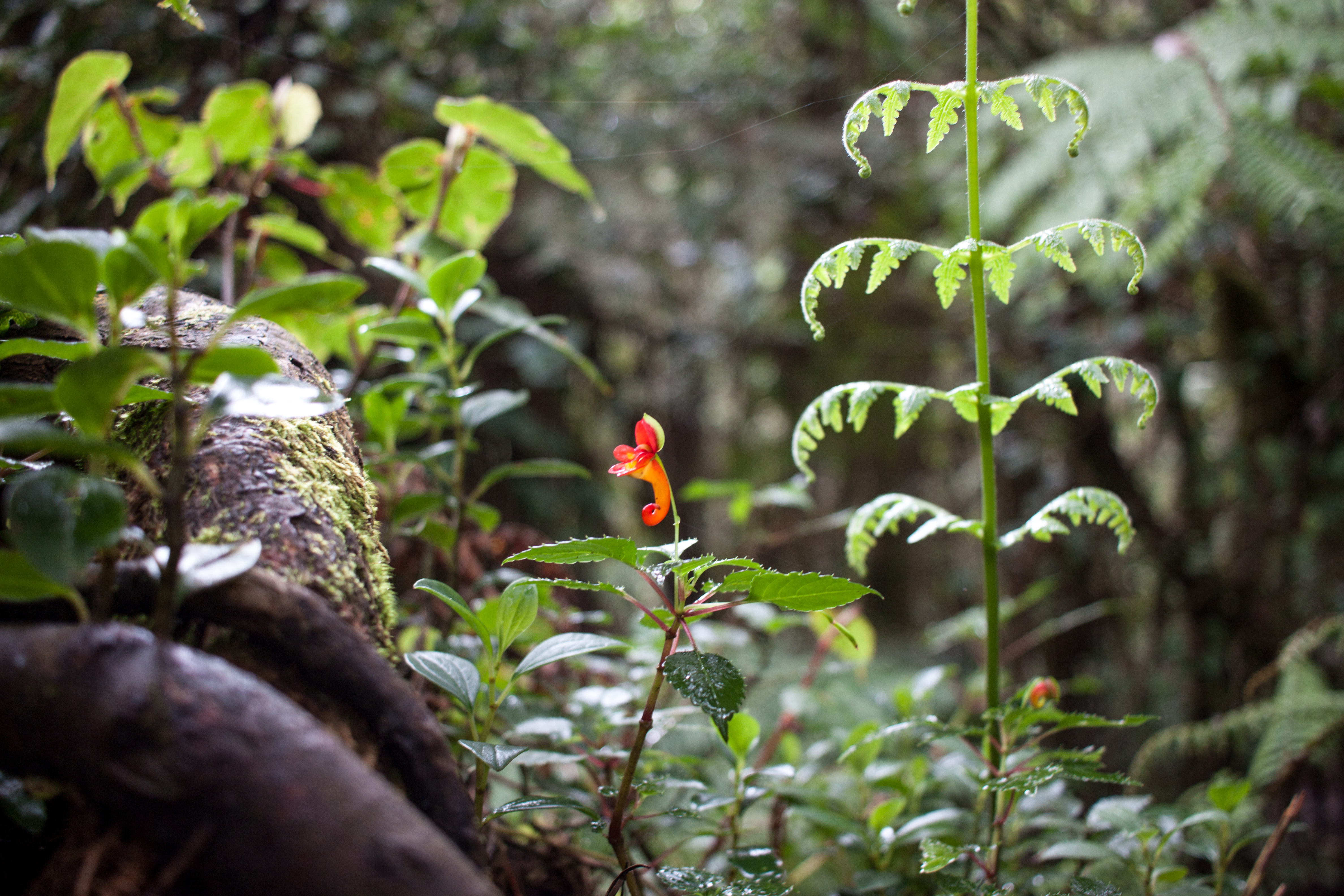
Impatiens kilimanjari

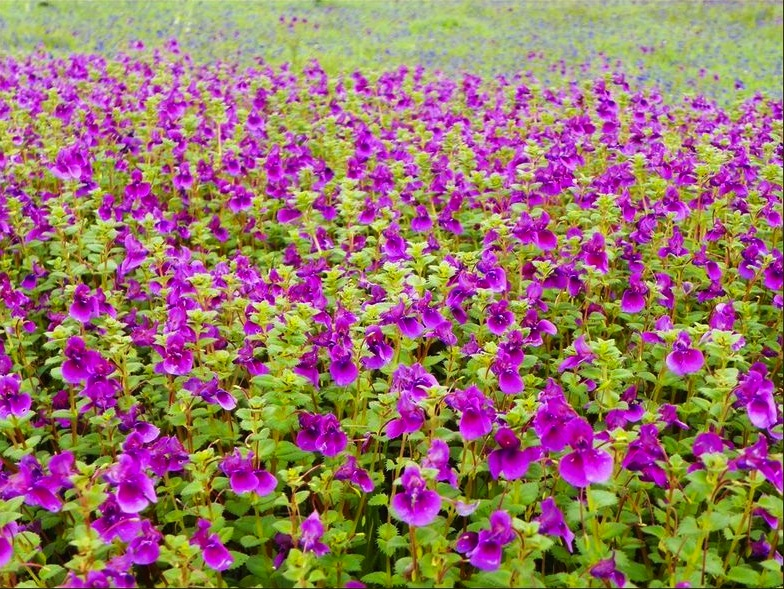
Impatiens lawii

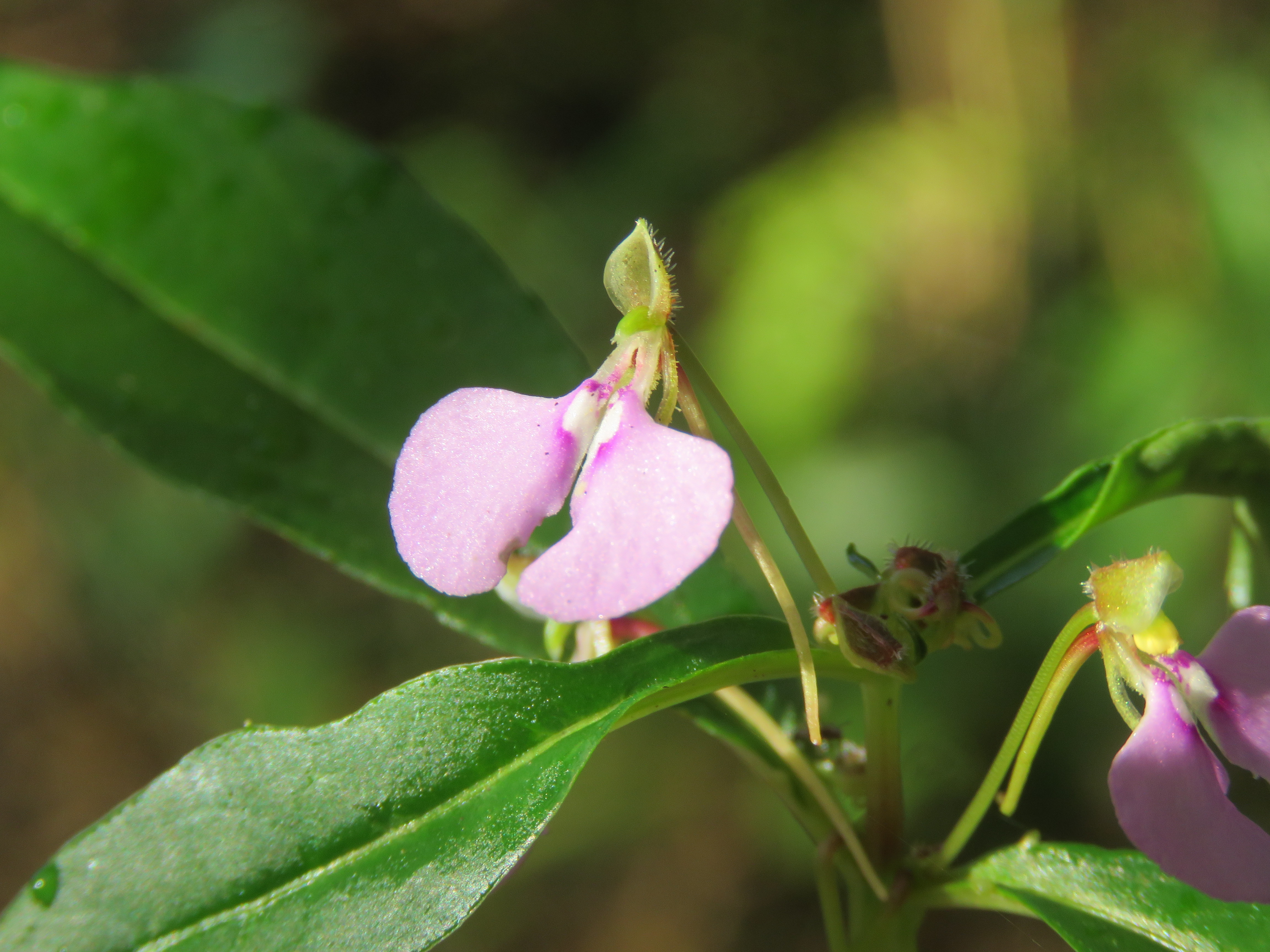
Impatiens minor

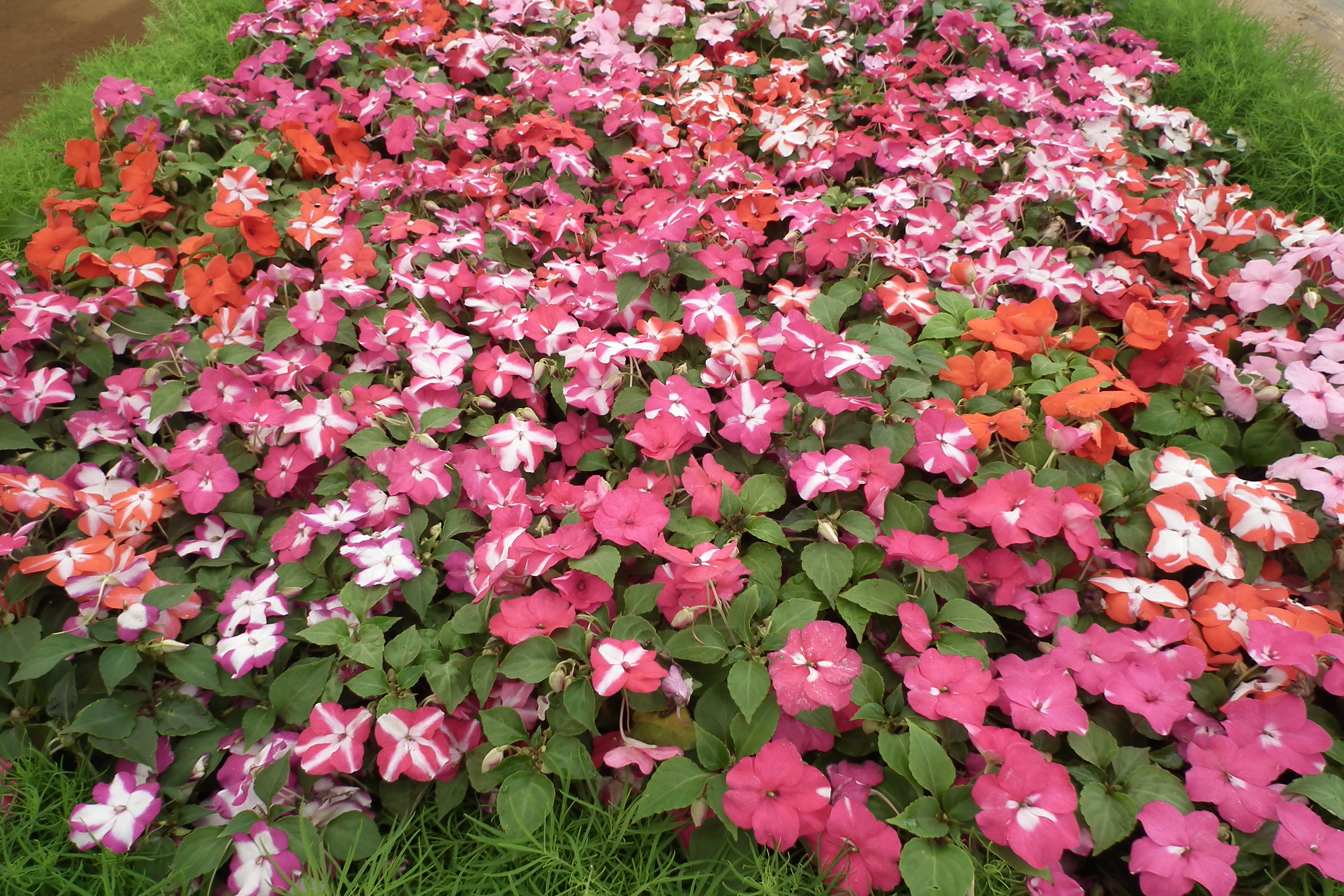
Impatiens walleriana

- Impatiens aadishankarii Bhaskar & Sringesh
- Impatiens abbatis Hook.f.
- Impatiens academiae-moguntiae Eb.Fisch. & Raheliv.
- Impatiens acaulis Arn.
- Impatiens acehensis Grey-Wilson
- Impatiens aconitoides Y.M.Shui & W.H.Chen
- Impatiens acuminata Benth. ex Hook.f. & Thomson
- Impatiens adamowskiana Gogoi & Borah
- Impatiens adenioides Suksathan & Keerat.
- Impatiens agastyamalayensis (Bhaskar) A.Joe, Bhaskar & M.Sabu
- Impatiens agumbeana Bhaskar & Razi
- Impatiens ahernii Hook.f.
- Impatiens akomensis S.B.Janssens, Sonké & O.Lachenaud
- Impatiens alboflava Miq.
- Impatiens albopetala Gogoi & Borah
- Impatiens albopurpurea Eb.Fisch. & Raheliv.
- Impatiens albopustulosa H.Perrier
- Impatiens alborosea Tardieu
- Impatiens alborubra Hook.f. ex Baker f.
- Impatiens aliciae C.E.C.Fisch.
- Impatiens allanii Hook.f.
- Impatiens alpicola Y.L.Chen & Y.Q.Lu
- Impatiens alveolata H.Perrier
- Impatiens amabilis Hook.f.
- Impatiens ambahatrensis Eb.Fisch. & Raheliv.
- Impatiens ambanizanensis Eb.Fisch. & Raheliv.
- Impatiens amoena H.Perrier
- Impatiens amphibia H.Perrier
- Impatiens amplexicaulis Edgew.
- Impatiens ampokafoensis Eb.Fisch. & Raheliv.
- Impatiens anaimudica C.E.C.Fisch.
- Impatiens analavelensis H.Perrier
- Impatiens andapensis Eb.Fisch. & Raheliv.
- Impatiens andohahelae Eb.Fisch. & Raheliv.
- Impatiens andringitrensis H.Perrier
- Impatiens angulata S.X.Yu, Y.L.Chen & H.N.Qin
- Impatiens angustiflora Hook.f.
- Impatiens anhuiensis Y.L.Chen
- Impatiens anjawensis Borah, Kandwal, Chhetri & Gogoi
- Impatiens ankaizinensis H.Perrier
- Impatiens ankaranensis Eb.Fisch. & Raheliv.
- Impatiens annamensis Tardieu
- Impatiens anovensis H.Perrier
- Impatiens antongiliana H.Perrier
- Impatiens apalophylla Hook.f.
- Impatiens apiculata De Wild.
- Impatiens appendiculata Arn.
- Impatiens apsotis Hook.f.
- Impatiens aquatica Bhaskar
- Impatiens aquatilis Hook.f.
- Impatiens arachnoides H.Perrier
- Impatiens arctosepala Hook.f.
- Impatiens arguta Hook.f. & Thomson
- Impatiens armeniaca S.H.Huang
- Impatiens arnottii Thwaites
- Impatiens arriensii (Zoll.) T.Shimizu
- Impatiens arunachalensis Hareesh, A.Joe, M.Sabu & Gogoi
- Impatiens ashihoi Gogoi & Borah
- Impatiens asperipes H.Perrier
- Impatiens asperipetala H.Perrier
- Impatiens assamensis Griff.
- Impatiens assurgens Baker
- Impatiens atherosepala Hook.f.
- Impatiens atrolineata H.Perrier
- Impatiens atrorubra H.Perrier
- Impatiens attopeuensis Hook.f.
- Impatiens aurella Rydb.
- Impatiens auricoma Baill.
- Impatiens auriculata Wight
- Impatiens austrotanzanica Grey-Wilson
- Impatiens austroyunnanensis S.H.Huang
- Impatiens bababudenensis Hook.f.
- Impatiens bachii H.Lév.
- Impatiens bahanensis Hand.-Mazz.
- Impatiens bajurensis Shinobu Akiyama & H.Ohba
- Impatiens bakeri Warb.
- Impatiens balansae Hook.f.
- Impatiens balfourii Hook.f.
- Impatiens balsamina L. – niecierpek balsamina
- Impatiens bannaensis S.H.Huang
- Impatiens baokangensis Q.L.Gan & X.W.Li
- Impatiens barbata H.F.Comber
- Impatiens barberi Hook.f.
- Impatiens barbulata G.M.Schulze
- Impatiens bardotiae Eb.Fisch. & Raheliv.
- Impatiens barnesii Hook.f.
- Impatiens baroniana H.Perrier
- Impatiens baronii Baker
- Impatiens barthlottii Eb.Fisch. & Raheliv.
- Impatiens batanggadisensis Utami
- Impatiens bathiei Eb.Fisch. & Raheliv.
- Impatiens beccarii Hook.f. ex Dunn
- Impatiens befiananensis Eb.Fisch. & Raheliv.
- Impatiens begoniifolia S.Akiyama & H.Ohba
- Impatiens begonioides Eb.Fisch. & Raheliv.
- Impatiens bellula Hook.f.
- Impatiens bemarahensis Eb.Fisch. & Raheliv.
- Impatiens benitae Eb.Fisch., Wohlh. & Raheliv.
- Impatiens benthamii Steenis
- Impatiens bequaertii De Wild.
- Impatiens betsomangae Eb.Fisch. & Raheliv.
- Impatiens bhaskarii J.R.N.Dessai, L.Joseph & Janarth.
- Impatiens bicaudata H.Perrier
- Impatiens bicolor Royle
- Impatiens bicornis L.Joseph & Bhaskar
- Impatiens bicornuta Wall.
- Impatiens bidentata H.Perrier
- Impatiens biluoxueshanensis S.Akiyama & S.K.Wu
- Impatiens biophytoides H.Perrier
- Impatiens bisaccata Warb.
- Impatiens bivittata Hook.f.
- Impatiens blepharosepala E.Pritz.
- Impatiens blinii H.Lév.
- Impatiens bodenii Ridl.
- Impatiens bodinieri Hook.f.
- Impatiens boinensis H.Perrier
- Impatiens bokorensis S.H.Cho & B.Y.Kim
- Impatiens bolovenensis Tardieu
- Impatiens bonii Hook.f.
- Impatiens brachycentra Kar. & Kir.
- Impatiens bracteata Colebr. ex Wall.
- Impatiens bracteolata Hook.f.
- Impatiens brevicornis (E.Barnes) Bhaskar
- Impatiens brevipes Hook.f.
- Impatiens briartii De Wild. & T.Durand
- Impatiens brittoi B.Mani & S.Thomas
- Impatiens buccinalis Hook.f.
- Impatiens buennemeijeri Grey-Wilson
- Impatiens bullata H.Perrier
- Impatiens burtonii Hook.f.
- Impatiens bururiensis Grey-Wilson
- Impatiens calcicola Craib
- Impatiens calendulina Grey-Wilson
- Impatiens callmanderi Eb.Fisch., Wohlh. & Raheliv.
- Impatiens campanulata Wight
- Impatiens capensis Meerb. – niecierpek pomarańczowy
- Impatiens capillipes Hook.f. & Thomson
- Impatiens cardamomensis S.H.Cho, C.K.Lim & H.Won
- Impatiens cardiophylla Hook.f.
- Impatiens carlsoniae Eb.Fisch. & Raheliv.
- Impatiens casseabriae Y.H.Tan, S.S.Zhou & B.Yang
- Impatiens catati Baill.
- Impatiens cathcartii Hook.f.
- Impatiens cecilii N.E.Br.
- Impatiens celatiflora H.Perrier
- Impatiens celligera H.Perrier
- Impatiens ceratophora H.F.Comber
- Impatiens chandrasekharanii Chandrab.
- Impatiens chapaensis Tardieu
- Impatiens charanii T.Shimizu
- Impatiens charisma Suksathan & Keerat.
- Impatiens chashanensis H.Y.Bi & S.X.Yu
- Impatiens chekiangensis Y.L.Chen
- Impatiens chevalieri Tardieu
- Impatiens chiangdaoensis Shimizu
- Impatiens chikuensis Kiew
- Impatiens chimiliensis H.F.Comber
- Impatiens chinensis L.
- Impatiens chishuiensis Y.X.Xiong
- Impatiens chiulungensis Y.L.Chen
- Impatiens chlorosepala Hand.-Mazz.
- Impatiens chloroxantha Y.L.Chen
- Impatiens choneceras Hassk.
- Impatiens chumphonensis T.Shimizu
- Impatiens chungtienensis Y.L.Chen
- Impatiens ciliifolia Grey-Wilson
- Impatiens cinnabarina Grey-Wilson
- Impatiens circaeoides Wall. ex Hook.f. & Thomson
- Impatiens cirrhipetala Hook.f.
- Impatiens citrina Hook.f.
- Impatiens clavata Bhaskar
- Impatiens clavicalcar Eb.Fisch.
- Impatiens clavicornu Turcz.
- Impatiens clavicuspis Hook.f. ex W.W.Sm.
- Impatiens clavigera Hook.f.
- Impatiens clavigeroides S.Akiyama, H.Ohba & S.K.Wu
- Impatiens coelotropis C.E.C.Fisch.
- Impatiens columbaria Bos
- Impatiens commelinoides Hand.-Mazz.
- Impatiens comorensis Baker
- Impatiens compta Hook.f.
- Impatiens conaensis Y.L.Chen
- Impatiens conchibracteata Y.L.Chen & Y.Q.Lu
- Impatiens concinna Hook.f.
- Impatiens confusa Grey-Wilson
- Impatiens congolensis G.M.Schulze & R.Wilczek
- Impatiens corchorifolia Franch.
- Impatiens cordata Wight
- Impatiens cornigera Arn.
- Impatiens cornucopia Franch.
- Impatiens cornutisepala S.X.Yu, Y.L.Chen & H.N.Qin
- Impatiens cothurnoides C.E.C.Fisch.
- Impatiens coursiana H.Perrier
- Impatiens courtallensis Ramas. & Pandur.
- Impatiens crassicaudex Hook.f.
- Impatiens crassiloba Hook.f.
- Impatiens crassisepala Tardieu
- Impatiens crenata Bedd.
- Impatiens crenulata Hook.f.
- Impatiens cribbii (Grey-Wilson) Grey-Wilson
- Impatiens cryptoneura Hook.f.
- Impatiens curtisii Hook.f.
- Impatiens curvipes Hook.f.
- Impatiens cuspidata Wight & Arn.
- Impatiens cyanantha Hook.f.
- Impatiens cyathiflora Hook.f.
- Impatiens cyclosepala Hook.f. ex W.W.Sm.
- Impatiens cymbifera Hook.f.
- Impatiens daguanensis S.H.Huang
- Impatiens dalaiensis Gogoi & Borah
- Impatiens dalzellii Hook.f. & Thomson
- Impatiens damingensis S.X.Yu, Chang Y.Xia & H.P.Deng
- Impatiens damrongii Shimizu
- Impatiens danguyana H.Perrier
- Impatiens daraneenae Suksathan & Triboun
- Impatiens dasysperma Wight
- Impatiens davidii Franch.
- Impatiens debilis Turcz.
- Impatiens decaryana H.Perrier
- Impatiens decipiens Hook.f.
- Impatiens decurva Ruchis. & S.B.Janssens
- Impatiens deflexipetala Biseshwori, Bipin & D.Sahoo
- Impatiens delabathiana Eb.Fisch. & Raheliv.
- Impatiens delavayi Franch.
- Impatiens delicata Toppin
- Impatiens delicatula Baill.
- Impatiens dempoana Hook.f.
- Impatiens dendricola C.E.C.Fisch.
- Impatiens denisonii Bedd.
- Impatiens densifolia (G.M.Schulze & R.Wilczek) Grey-Wilson
- Impatiens depauperata Hook.f.
- Impatiens deqinensis S.H.Huang
- Impatiens desmantha Hook.f.
- Impatiens devendrae Pusalkar
- Impatiens devolii T.C.Huang
- Impatiens dewildeana Grey-Wilson
- Impatiens diaphana Hook.f.
- Impatiens dibangensis Gogoi & Borah
- Impatiens dicentra Franch. ex Hook.f.
- Impatiens dichroa Hook.f.
- Impatiens dichroocarpa H.Lév.
- Impatiens diepenhorstii Miq.
- Impatiens diffusa Hook.f.
- Impatiens digitata Warb.
- Impatiens dimorphophylla Franch.
- Impatiens discolor DC.
- Impatiens disotis Hook.f.
- Impatiens distracta Hook.f.
- Impatiens divaricata Franch.
- Impatiens diversifolia Wall. ex Wight & Arn.
- Impatiens doitungensis Triboun & Sonsupab
- Impatiens dolichoceras E.Pritz.
- Impatiens dorjeekhandui Chowlu, S.S.Dash & Gogoi
- Impatiens dorstenioides (Baker) Warb.
- Impatiens drepanophora Hook.f.
- Impatiens druartii Eb.Fisch. & Raheliv.
- Impatiens duclouxii Hook.f.
- Impatiens eberhardtii Tardieu
- Impatiens ecalcarata Collett & Hemsl.
- Impatiens echinosperma H.Perrier
- Impatiens ecornuta Gerry Moore, Zika & Rushworth
- Impatiens edgeworthii Hook.f.
- Impatiens ekapaksiana Utami
- Impatiens elachistocentra G.M.Schulze
- Impatiens elatostemmoides H.Perrier
- Impatiens elegans Bedd.
- Impatiens elephanticeps Grey-Wilson
- Impatiens elianae Abrah. & Eb.Fisch.
- Impatiens elisettae Eb.Fisch.
- Impatiens elongata Arn.
- Impatiens emiliae Eb.Fisch. & Raheliv.
- Impatiens engleri Gilg
- Impatiens epilobioides Y.L.Chen
- Impatiens eravikulamensis Hareesh & Salish
- Impatiens erecticornis R.Wilczek & G.M.Schulze
- Impatiens eriospenna H.Perrier
- Impatiens ernstii Hook.f.
- Impatiens erubescens Dunn
- Impatiens eryaleia Launert
- Impatiens ethiopica Grey-Wilson
- Impatiens etindensis Cheek & Eb.Fisch.
- Impatiens evelinae Simonsson
- Impatiens evrardii Tardieu
- Impatiens exiguiflora Hook.f.
- Impatiens exilipes Hook.f. ex Ridl.
- Impatiens exilis Hook.f.
- Impatiens extensifolia Hook.f.
- Impatiens faberi Hook.f.
- Impatiens falcifera Hook.f.
- Impatiens fanjingshanica Y.L.Chen
- Impatiens fargesii Hook.f.
- Impatiens fasciculata Lam.
- Impatiens fenghwaiana Y.L.Chen
- Impatiens fianarantsoae Eb.Fisch. & Raheliv.
- Impatiens filicaulis Hook.f.
- Impatiens filicornu Hook.f.
- Impatiens finetii Tardieu
- Impatiens firmula Baker
- Impatiens fischeri Warb.
- Impatiens fissicornis Maxim.
- Impatiens flaccida Arn.
- Impatiens flammea Gilg
- Impatiens flanaganiae Hemsl.
- Impatiens flavescens Karupp. & V.Ravich.
- Impatiens flemingii Hook.f.
- Impatiens floretii N.Hallé & A.M.Louis
- Impatiens floribunda Wight
- Impatiens florigera C.B.Clarke ex Hook.f.
- Impatiens florulenta Hook.f.
- Impatiens fontinalis H.Perrier
- Impatiens formosa Hook.f.
- Impatiens forrestii Hook.f. ex W.W.Sm.
- Impatiens foxworthyi M.R.Hend.
- Impatiens fragicolor C.Marquand & Airy Shaw
- Impatiens frithii Cheek
- Impatiens fruticosa Lesch. ex DC.
- Impatiens fuchsioides H.Perrier
- Impatiens fugongensis K.M.Liu & Y.Y.Cong
- Impatiens fulgens H.Perrier
- Impatiens furcata H.Perrier
- Impatiens furcillata Hemsl.
- Impatiens gadellae Souvann. & Suksathan
- Impatiens gagnepainiana Tardieu
- Impatiens galactica Eb.Fisch., Raheliv. & Abrah.
- Impatiens gamblei Hook.f.
- Impatiens gammiei Hook.f.
- Impatiens ganpiuana Hook.f.
- Impatiens gardneriana Wight
- Impatiens gasterocheila Hook.f.
- Impatiens gautieri Eb.Fisch. & Raheliv.
- Impatiens geniculata H.Perrier
- Impatiens geniorum Humbert
- Impatiens georgei-schatzii Eb.Fisch. & Raheliv.
- Impatiens gesneroidea Gilg
- Impatiens gibbisepala Hook.f.
- Impatiens glabrata K.M.P.Kumar, Hareesh & Bhaskar
- Impatiens glandulifera Royle – niecierpek gruczołowaty
- Impatiens glandulisepala Grey-Wilson
- Impatiens glaricola Kiew
- Impatiens glauca Hook.f. & Thomson
- Impatiens gomphophylla Baker
- Impatiens gongchengensis Z.C.Lu, B.Pan & Yan Liu
- Impatiens gongolana N.Hallé
- Impatiens gongshanensis Y.L.Chen
- Impatiens gordonii Horne ex Baker
- Impatiens gorepaniensis Grey-Wilson
- Impatiens gossweileri G.M.Schulze
- Impatiens goughii Wight
- Impatiens graciliflora Hook.f.
- Impatiens grandis B.Heyne
- Impatiens grandisepala Grey-Wilson
- Impatiens grandispora Nampy & M.Vishnu
- Impatiens granulifera H.Perrier
- Impatiens grey-wilsonii Eb.Fisch.
- Impatiens griersonii S.Akiyama, H.Ohba & M.Suzuki
- Impatiens griffithii Hook.f. & Thomson
- Impatiens guillaumetii Eb.Fisch. & Raheliv.
- Impatiens guiqingensis S.X.Yu
- Impatiens guizhouensis Y.L.Chen
- Impatiens hainanensis Y.L.Chen
- Impatiens haingosonii Eb.Fisch. & Raheliv.
- Impatiens halongensis Kiew & T.H.Nguyên
- Impatiens hamata Warb.
- Impatiens hancockii C.H.Wright
- Impatiens harae H.Ohba & S.Akiyama
- Impatiens haridasanii Hareesh & M.Sabu
- Impatiens harmandii Hook.f.
- Impatiens hartnolliae Hook.f. ex Ruchis. & Suksathan
- Impatiens hawkeri W.Bull – niecierpek nowogwinejski
- Impatiens hedbergiae Eb.Fisch.
- Impatiens helferi Hook.f.
- Impatiens henanensis Y.L.Chen
- Impatiens hendrikii Eb.Fisch. & Raheliv.
- Impatiens hengduanensis Y.L.Chen
- Impatiens henryi E.Pritz.
- Impatiens henslowiana Arn.
- Impatiens herbicola Hook.f.
- Impatiens herzogii K.Schum.
- Impatiens heterosepala Hook.f.
- Impatiens hians Hook.f.
- Impatiens hildebrandtii Baill.
- Impatiens hirsuta (Blume) Steud.
- Impatiens hirta L.Joseph & Bhaskar
- Impatiens hobsonii Hook.f.
- Impatiens hochstetteri Warb.
- Impatiens hoehnelii T.C.E.Fr.
- Impatiens holocentra Hand.-Mazz.
- Impatiens hongkongensis Grey-Wilson
- Impatiens hongsonensis T.Shimizu
- Impatiens huangyanensis X.F.Jin & B.Y.Ding
- Impatiens humbertii H.Perrier
- Impatiens humblotiana Baill.
- Impatiens humifusa G.M.Schulze
- Impatiens humilis Hook.f.
- Impatiens hunanensis Y.L.Chen
- Impatiens hydrogetonoides Launert
- Impatiens hypophylla Makino
- Impatiens idumishmiensis Gogoi, W.Adamowski, Borah & Chhetri
- Impatiens imbecilla Hook.f.
- Impatiens imbricata H.Perrier
- Impatiens inaperta (H.Perrier) H.Perrier
- Impatiens inconspicua Benth. ex Wight & Arn.
- Impatiens infirma Hook.f.
- Impatiens infundibularis Hook.f.
- Impatiens insignis DC.
- Impatiens ioides G.M.Schulze
- Impatiens irangiensis Eb.Fisch.
- Impatiens irvingii Hook.f.
- Impatiens issembei S.B.Janssens, Stévart & Eb.Fisch.
- Impatiens iteberoensis R.Wilczek & G.M.Schulze
- Impatiens ivohibensis H.Perrier
- Impatiens jaeschkei Hook.f.
- Impatiens janthina Thwaites
- Impatiens javensis (Blume) Steud.
- Impatiens jenjittikuliae Ruchis. & Suksathan
- Impatiens jerdoniae Wight
- Impatiens jiewhoei Triboun & Suksathan
- Impatiens jinggangensis Y.L.Chen
- Impatiens jinpingensis Y.M.Shui & G.F.Li
- Impatiens jiulongshanica Y.L.Xu & Y.L.Chen
- Impatiens joachimii G.M.Schulze
- Impatiens johnii E.Barnes
- Impatiens johnsiana Ratheesh, Sunil & Anil Kumar
- Impatiens josephia Sinj.Thomas, B.Mani & Britto
- Impatiens jurpia Buch.-Ham.
- Impatiens justicioides H.Perrier
- Impatiens kachinensis Hook.f. ex Toppin
- Impatiens kamerunensis Warb.
- Impatiens kamrupana Gogoi, J.Sarma & Borah
- Impatiens kanburiensis T.Shimizu
- Impatiens kanchigandhiana Rasingam, Karthig. & Gogoi
- Impatiens × kaskazinii Grimshaw & Grey-Wilson
- Impatiens kathmanduensis Grey-Wilson
- Impatiens kawttyana Chhabra & Ramneek
- Impatiens keilii Gilg
- Impatiens kentrodonta Gilg
- Impatiens kerinciensis Utami
- Impatiens kerriae Craib
- Impatiens kharensis S.Akiyama, H.Ohba & Wakab.
- Impatiens khasiana Hook.f.
- Impatiens kilimanjari Oliv.
- Impatiens kinabaluensis S.Akiyama & H.Ohba
- Impatiens kingdon-wardii Nob.Tanaka & T.Sugaw.
- Impatiens kingii Hook.f.
- Impatiens kleiniformis Sedgw.
- Impatiens klemmeana Hook.f.
- Impatiens klossii Ridl.
- Impatiens kodachadriensis Bhaskar & Sringesh
- Impatiens kotebettii Bhaskar & Sringesw.
- Impatiens kraftii Eb.Fisch., Wohlh. & Raheliv.
- Impatiens kuepferi Eb.Fisch. & Raheliv.
- Impatiens kulamavuensis A.G.Pandurangan & V.J.Nair
- Impatiens kunyitensis Utami
- Impatiens kwengeensis R.Wilczek & G.M.Schulze
- Impatiens labordei Hook.f.
- Impatiens lacei Hook.f.
- Impatiens lachnosperma H.Perrier
- Impatiens lacinulifera Y.L.Chen
- Impatiens laevigata Wall. ex Hook.f. & Thomson
- Impatiens lampungensis Grey-Wilson
- Impatiens lancisepala S.H.Huang
- Impatiens lanessanii Hook.f.
- Impatiens langbianensis Tardieu
- Impatiens langeana Hook.f.
- Impatiens lantziana Baill.
- Impatiens laojunshanensis S.H.Huang
- Impatiens laotica Tardieu
- Impatiens larsenii T.Shimizu
- Impatiens lasiophyton Hook.f.
- Impatiens latebracteata Hook.f.
- Impatiens lateristachys Y.L.Chen & Y.Q.Lu
- Impatiens × lateritia Gilg
- Impatiens laticornis C.E.C.Fisch.
- Impatiens latiflora Hook.f. & Thomson
- Impatiens latifolia L.
- Impatiens latipetala S.H.Huang
- Impatiens laumonieri T.Shimizu
- Impatiens laurentii Eb.Fisch. & Raheliv.
- Impatiens lawii Hook.f. & Thomson
- Impatiens lawsonii Hook.f.
- Impatiens laxiflora Edgew.
- Impatiens lecomtei Hook.f.
- Impatiens leedalii Grey-Wilson
- Impatiens lemannii Hook.f. & Thomson
- Impatiens lemeei H.Lév.
- Impatiens lemuriana Eb.Fisch. & Raheliv.
- Impatiens lenta Hook.f.
- Impatiens lepida Hook.f.
- Impatiens leptocarpa Hook.f.
- Impatiens leptocaulon Hook.f.
- Impatiens leptoceras DC.
- Impatiens leptopoda Arn.
- Impatiens leptura Hook.f.
- Impatiens leschenaultii (DC.) Wall.
- Impatiens letestuana N.Hallé
- Impatiens letouzeyi Grey-Wilson
- Impatiens leucantha Thwaites
- Impatiens leveillei Hook.f.
- Impatiens levingei Gamble ex Hook.f.
- Impatiens liangshanensis Q.Luo
- Impatiens liboensis K.M.Liu & R.P.Kuang
- Impatiens ligulata Bedd.
- Impatiens lilacina Hook.f.
- Impatiens limnophila Launert
- Impatiens linearifolia Warb.
- Impatiens linearis Arn.
- Impatiens linearisepala S.Akiyama, H.Ohba & S.K.Wu
- Impatiens linghziensis Y.L.Chen
- Impatiens linocentra Hand.-Mazz.
- Impatiens lixianensis S.X.Yu
- Impatiens lizipingensis Q.Luo
- Impatiens lobbiana Turcz.
- Impatiens lobulifera S.X.Yu, Y.L.Chen & H.N.Qin
- Impatiens loheri Hook.f.
- Impatiens lohitensis Gogoi & Borah
- Impatiens loki-schmidtiae Eb.Fisch. & Raheliv.
- Impatiens lokohensis Humbert & H.Perrier
- Impatiens longepedunculata H.Perrier
- Impatiens longialata E.Pritz.
- Impatiens longicalcarata Tardieu
- Impatiens longicornuta Y.L.Chen
- Impatiens longiloba Craib
- Impatiens longipes Hook.f. & Thomson
- Impatiens longirostris S.H.Huang
- Impatiens loulanensis Hook.f.
- Impatiens luchunensis S.Akiyama, H.Ohba & S.K.Wu
- Impatiens lucorum Hook.f.
- Impatiens lugubris H.Perrier
- Impatiens luisae-echterae Eb.Fisch., Wohlh. & Raheliv.
- Impatiens lukwangulensis Grey-Wilson
- Impatiens lushiensis Y.L.Chen
- Impatiens luteola Tardieu
- Impatiens luteoviridis H.Perrier
- Impatiens lutzii Eb.Fisch. & Raheliv.
- Impatiens lyallii Baker
- Impatiens maackii Hook. ex Kom.
- Impatiens mackeyana Hook.f.
- Impatiens macrocarpa Hook.f.
- Impatiens macrophylla Gardner ex Hook.
- Impatiens macroptera Hook.f.
- Impatiens macrosepala Hook.f.
- Impatiens macrovexilla Y.L.Chen
- Impatiens maculata Wight
- Impatiens maculifera S.X.Yu & Chang Y.Xia
- Impatiens madagascariensis (G.Don) Wight & Arn.
- Impatiens madapurae Bhaskar & Sringesw.
- Impatiens maevae Eb.Fisch. & Raheliv.
- Impatiens maguanensis S.Akiyama, H.Ohba & S.K.Wu
- Impatiens mahalevonensis Eb.Fisch. & Raheliv.
- Impatiens mahengeensis Grey-Wilson
- Impatiens mairei H.Lév.
- Impatiens majumdarii Ghara & Ghora
- Impatiens majungensis H.Perrier
- Impatiens malcomberi Eb.Fisch. & Raheliv.
- Impatiens malipoensis S.H.Huang
- Impatiens mamasensis Utami & Wiriad.
- Impatiens mamyi Eb.Fisch. & Raheliv.
- Impatiens manaharensis Baill.
- Impatiens mananteninae Eb.Fisch. & Raheliv.
- Impatiens mandrakae Eb.Fisch. & Raheliv.
- Impatiens mandrarensis Eb.Fisch. & Raheliv.
- Impatiens manillensis Walp.
- Impatiens mankulamensis K.M.P.Kumar, R.Jagad. & Nagaraj
- Impatiens mannii Hook.f.
- Impatiens manongarivensis H.Perrier
- Impatiens manteroana Exell
- Impatiens margaritifera Hook.f.
- Impatiens marianae Van Geert
- Impatiens marivorahonensis Humbert
- Impatiens marojejyensis Humbert & H.Perrier
- Impatiens marronina Utami
- Impatiens martini Hook.f.
- Impatiens masisiensis De Wild.
- Impatiens masoalensis H.Perrier
- Impatiens masonii Hook.f.
- Impatiens matthewiana Ramas. & Pandur.
- Impatiens max-huberi Eb.Fisch. & Raheliv.
- Impatiens mayae-valeriae Eb.Fisch. & Raheliv.
- Impatiens mazumbaiensis Grey-Wilson
- Impatiens medogensis Y.L.Chen
- Impatiens meeboldii Hook.f.
- Impatiens meeuseiana H.Perrier
- Impatiens megacalyx Y.H.Tan & H.B.Ding
- Impatiens megamalayana Ramas.
- Impatiens membranifolia Franch. ex Hook.f.
- Impatiens mendoncae G.M.Schulze
- Impatiens menghuochengensis Q.Luo
- Impatiens meruensis Gilg
- Impatiens messmerae Eb.Fisch. & Raheliv.
- Impatiens messumbaensis G.M.Schulze
- Impatiens mexicana Rydb.
- Impatiens meyana Hook.f.
- Impatiens microcentra Hand.-Mazz.
- Impatiens microceras Backer
- Impatiens micromeris Hook.f.
- Impatiens microstachys Hook.f.
- Impatiens mildbraedii Gilg
- Impatiens minae Ratheesh, Anil Kumar & Sivad.
- Impatiens mindiae Eb.Fisch., Wohlh. & Raheliv.
- Impatiens miniata Grey-Wilson
- Impatiens minimisepala Hook.f.
- Impatiens minor (DC.) Bennet
- Impatiens mirabilis Hook.f.
- Impatiens mishmiensis Hook.f.
- Impatiens modesta Wight
- Impatiens mohana Ratheesh, Sujana & Anil Kumar
- Impatiens mokimi Hook.f.
- Impatiens mooreana Schltr.
- Impatiens morsei Hook.f.
- Impatiens msisimwanensis S.B.Janssens & E.B.Knox
- Impatiens muelleri Tardieu
- Impatiens muliensis Y.L.Chen
- Impatiens mullaingiriensis Bhaskar
- Impatiens multiramea S.H.Huang
- Impatiens munnarensis E.Barnes
- Impatiens munroi Wight
- Impatiens munronii Wight
- Impatiens mussotii Hook.f.
- Impatiens musyana Hook.f.
- Impatiens mysorensis Roth
- Impatiens nagorum Gogoi, Moaakum & S.Dey
- Impatiens nalampoonii Shimizu
- Impatiens namkatensis T.Shimizu
- Impatiens nana Engl. & Warb.
- Impatiens nanatonanensis Eb.Fisch. & Raheliv.
- Impatiens nanlingensis A.Q.Dong & F.W.Xing
- Impatiens napoensis Y.L.Chen
- Impatiens nasuta Hook.f.
- Impatiens navicula Eb.Fisch. & Raheliv.
- Impatiens neglecta Y.L.Xu & Y.L.Chen
- Impatiens neobarnesii C.E.C.Fisch.
- Impatiens neomodesta Hareesh, K.M.P.Kumar & V.B.Sreek.
- Impatiens neomunronii L.Joseph & Bhaskar
- Impatiens nguruensis Pócs
- Impatiens niamniamensis Gilg
- Impatiens nicolliae Eb.Fisch. & Raheliv.
- Impatiens nicolsoniana Gogoi & Arisdason
- Impatiens nidholapathra M.Vishnu & Nampy
- Impatiens nidus-apis Eb.Fisch. & Raheliv.
- Impatiens nigeriensis Grey-Wilson
- Impatiens nigrescens Hook.f.
- Impatiens nilalohitae Hareesh & M.Sabu
- Impatiens nilgirica C.E.C.Fisch.
- Impatiens nivea Schltr.
- Impatiens nobilis Hook.f.
- Impatiens noli-tangere L. – niecierpek pospolity
- Impatiens nomenyae Eb.Fisch. & Raheliv.
- Impatiens nosymangabensis Eb.Fisch. & Raheliv.
- Impatiens notolopha Maxim.
- Impatiens notoptera Hook.f.
- Impatiens nubigena W.W.Sm.
- Impatiens nurae Souvann. & Suksathan
- Impatiens nuristanica Grey-Wilson
- Impatiens nusbaumeri Eb.Fisch. & Raheliv.
- Impatiens nyimana C.Marquand & Airy Shaw
- Impatiens nyungwensis Eb.Fisch., J.-B.Dhetchuvi & Ntaganda
- Impatiens nzabiana S.B.Janssens & Dessein
- Impatiens nzoana A.Chev.
- Impatiens obcordifolia Tardieu
- Impatiens obesa Hook.f.
- Impatiens oblongata Ruchis. & Niet
- Impatiens oblongipetala K.M.Liu & Y.Y.Cong
- Impatiens obscura Hook.f.
- Impatiens occultans Hook.f.
- Impatiens odontopetala Maxim.
- Impatiens odontophylla Hook.f.
- Impatiens odontosepala Hook.f.
- Impatiens oligoneura Hook.f.
- Impatiens omeiana Hook.f.
- Impatiens omissa Hook.f.
- Impatiens oncidioides Ridl. ex Hook.f.
- Impatiens oniveensis Eb.Fisch. & Raheliv.
- Impatiens opinata Craib
- Impatiens oppositifolia L.
- Impatiens orchioides Bedd.
- Impatiens oreocallis Launert
- Impatiens oreophila Triboun & Suksathan
- Impatiens otto-eleonorae Eb.Fisch. & Raheliv.
- Impatiens oumina N.Hallé
- Impatiens oxyanthera Hook.f.
- Impatiens pachycaulon M.F.Newman
- Impatiens × pacifica Zika
- Impatiens pahalgamensis Hook.f.
- Impatiens pallida Nutt.
- Impatiens pallide-rosea Gilg
- Impatiens pallidiflora Hook.f.
- Impatiens pallidissima H.Perrier
- Impatiens palpebrata Hook.f.
- Impatiens paludicola Grey-Wilson
- Impatiens paludosa Hook.f.
- Impatiens pandata E.Barnes
- Impatiens panduranganii K.M.P.Kumar, R.Jagad. & G.Prasad
- Impatiens pandurata Y.H.Tan & S.X.Yu
- Impatiens paradoxa C.S.Zhu & H.W.Yang
- Impatiens paramjitiana Gogoi & Borah
- Impatiens paranyi Eb.Fisch. & Raheliv.
- Impatiens parasitica Bedd.
- Impatiens parishii Hook.f.
- Impatiens parkinsonii C.E.C.Fisch.
- Impatiens parviflora DC. – niecierpek drobnokwiatowy
- Impatiens parvifolia Bedd.
- Impatiens parvigaleata H.Perrier
- Impatiens parvisepala S.X.Yu & Y.T.Hou
- Impatiens pathakiana Gogoi & Borah
- Impatiens paucidentata De Wild.
- Impatiens paucisemina H.Perrier
- Impatiens peguana Hook.f.
- Impatiens pellucidinervia H.Perrier
- Impatiens peltata Hook.f.
- Impatiens pendula B.Heyne ex Wight & Arn.
- Impatiens peperomioides H.Perrier
- Impatiens percordata Grey-Wilson
- Impatiens percrenata H.Perrier
- Impatiens perfecunda H.Perrier
- Impatiens perrieri Humbert
- Impatiens phahompokensis T.Shimizu & Suksathan
- Impatiens phengklaii T.Shimizu & Suksathan
- Impatiens phoenicea Bedd.
- Impatiens phuluangensis Shimizu
- Impatiens pianmaensis S.H.Huang
- Impatiens pierlotii R.Wilczek
- Impatiens pilosissima Eb.Fisch. & Raheliv.
- Impatiens pinetorum Hook.f. ex W.W.Sm.
- Impatiens pinganoensis Abrah., S.B.Janssens, Xixima, Ditsch & Eb.Fisch.
- Impatiens pingxiangensis H.Y.Bi & S.X.Yu
- Impatiens piufanensis Hook.f.
- Impatiens platyadena C.E.C.Fisch.
- Impatiens platyceras Maxim.
- Impatiens platychlaena Hook.f.
- Impatiens platypetala Lindl.
- Impatiens platysepala Y.L.Chen
- Impatiens poculifer Hook.f.
- Impatiens podocarpa Hook.f.
- Impatiens poilanei Tardieu
- Impatiens polhillii Grey-Wilson
- Impatiens polyactina Hook.f.
- Impatiens polyantha Gilg
- Impatiens polyceras Hook.f. ex W.W.Sm.
- Impatiens polyneura K.M.Liu
- Impatiens polyphylla Warb.
- Impatiens polysciadia Hook.f.
- Impatiens porrecta Wall. ex Hook.f. & Thomson
- Impatiens potaninii Maxim.
- Impatiens pradhanii H.Hara
- Impatiens prainii Hook.f.
- Impatiens prasiniflora H.Perrier
- Impatiens preussii Warb.
- Impatiens principis Hook.f.
- Impatiens pritzelii Hook.f.
- Impatiens procumbens Franch.
- Impatiens prostrata Hook.f.
- Impatiens protracta Hook.f.
- Impatiens pseudoacaulis Bhaskar
- Impatiens pseudocitrina Hareesh, M.Sabu & Gogoi
- Impatiens pseudohamata Grey-Wilson
- Impatiens pseudokingii Hand.-Mazz.
- Impatiens pseudolaevigata Gogoi, B.B.T.Tham & Lidén
- Impatiens pseudolongipes Gogoi, Sherpa & Borah
- Impatiens pseudomacroptera Grey-Wilson
- Impatiens pseudoperezii Grey-Wilson
- Impatiens pseudoviola Gilg
- Impatiens pseudozombensis Grey-Wilson
- Impatiens psittacina Hook.f.
- Impatiens psychadelphoides Launert
- Impatiens pterocaulis S.X.Yu & L.R.Zhang
- Impatiens pterosepala Hook.f.
- Impatiens puberula DC.
- Impatiens pudica Hook.f.
- Impatiens pulcherrima Dalzell
- Impatiens pulchra Hook.f. & Thomson
- Impatiens punaensis Wiriad. & Utami
- Impatiens purpurea Hand.-Mazz.
- Impatiens purpureifolia S.H.Huang & Y.M.Shui
- Impatiens purpureocoerulea Tardieu
- Impatiens purpureolucida Eb.Fisch., Wohlh. & Raheliv.
- Impatiens purpureoviolacea Gilg
- Impatiens purroi Eb.Fisch., Wohlh. & Raheliv.
- Impatiens putii Craib
- Impatiens pygmaea Hook.f.
- Impatiens pyrorhiza Lidén & Bharali
- Impatiens pyrrhotricha Miq.
- Impatiens qingchengshanica Y.M.Yuan, Y.Song & X.J.Ge
- Impatiens quadriloba K.M.Liu & Y.L.Xiang
- Impatiens quadrisepala R.Wilczek & G.M.Schulze
- Impatiens quisqualis Launert
- Impatiens racemosa DC.
- Impatiens racemulosa Wall. ex Hook.f. & Thomson
- Impatiens radiata Hook.f.
- Impatiens rakotomalazana Eb.Fisch. & Raheliv.
- Impatiens ramenensis H.Perrier
- Impatiens ramosa Tardieu
- Impatiens ramosi Hook.f.
- Impatiens rangoonensis Hook.f.
- Impatiens ranomafanae Eb.Fisch. & Raheliv.
- Impatiens rapanarivoi Eb.Fisch. & Raheliv.
- Impatiens raphidothrix Warb.
- Impatiens rara Tardieu
- Impatiens razanatsoa-charlei Eb.Fisch. & Raheliv.
- Impatiens raziana Bhaskar & Razi
- Impatiens rectangula Hand.-Mazz.
- Impatiens rectirostrata Y.L.Chen & Y.Q.Lu
- Impatiens recurvicornis Maxim.
- Impatiens recurvinervia H.Perrier
- Impatiens reidii Hook.f.
- Impatiens renae Eb.Fisch. & Raheliv.
- Impatiens repens Moon ex Wight
- Impatiens reptans Hook.f.
- Impatiens rhinoceros H.Perrier
- Impatiens rhombifolia Y.Q.Lu & Y.L.Chen
- Impatiens ridleyi Hook.f.
- Impatiens rivularis Eb.Fisch., Wohlh. & Raheliv.
- Impatiens rivulicola Hook.f.
- Impatiens rizaliana Hook.f.
- Impatiens robusta Hook.f.
- Impatiens rosea Lindl.
- Impatiens rostellata Franch.
- Impatiens rosulata Grey-Wilson
- Impatiens rothii Hook.f.
- Impatiens rubricaulis Utami
- Impatiens rubricolor Tardieu
- Impatiens rubriflora Grey-Wilson
- Impatiens rubromaculata Warb.
- Impatiens rubrostriata Hook.f.
- Impatiens rudicaulis H.Perrier
- Impatiens rufescens Benth. ex Wight & Arn.
- Impatiens rugata S.H.Huang & Y.M.Shui
- Impatiens rugosipetala Gogoi & Borah
- Impatiens ruiliensis S.Akiyama & H.Ohba
- Impatiens runssorensis Warb.
- Impatiens rupestris K.M.Liu & X.Z.Cai
- Impatiens rupicola Hook.f.
- Impatiens rutenbergii O.Hoffm.
- Impatiens ruthiae Suksathan & Triboun
- Impatiens sacculata Warb.
- Impatiens sacculifera H.Perrier
- Impatiens sahyadrica V.B.Sreek., Hareesh, Dantas & Sujanapal
- Impatiens sakeriana Hook.f.
- Impatiens salaengensis T.Shimizu
- Impatiens saliensis G.M.Schulze
- Impatiens salifii Eb.Fisch. & Raheliv.
- Impatiens salpinx G.M.Schulze & Launert
- Impatiens salwinensis S.H.Huang
- Impatiens sambiranensis H.Perrier
- Impatiens santisukii T.Shimizu
- Impatiens saolana Eb.Fisch. & Raheliv.
- Impatiens sarawakensis T.Shimizu
- Impatiens sarissiformis C.E.C.Fisch.
- Impatiens sasidharanii K.M.P.Kumar, Omalsree, Hareesh & V.B.Sreek.
- Impatiens saulierea B.Mani, S.Thomas & Britto
- Impatiens scabrida DC.
- Impatiens scabriuscula B.Heyne ex Wall.
- Impatiens scapiflora B.Heyne ex Wall.
- Impatiens scenarioi Eb.Fisch. & Raheliv.
- Impatiens schlechteri Warb.
- Impatiens scitula Hook.f.
- Impatiens scortechinii Hook.f.
- Impatiens scripta H.Perrier
- Impatiens scullyi Hook.f.
- Impatiens scutisepala Hook.f.
- Impatiens serpens Grey-Wilson
- Impatiens serrata Benth.
- Impatiens serratifolia Hook.f.
- Impatiens shennongensis Qiang Wang & H.P.Deng
- Impatiens shevaroyensis Bhaskar
- Impatiens shimianensis G.C.Zhang & L.B.Zhang
- Impatiens shirensis Baker f.
- Impatiens shiyomiensis Hareesh & M.Sabu
- Impatiens sholayarensis M.Kumar & Sequiera
- Impatiens siamensis T.Shimizu
- Impatiens siangensis Gogoi
- Impatiens siculifera Hook.f.
- Impatiens sidiformis Eb.Fisch. & Raheliv.
- Impatiens sidikalangensis Grey-Wilson
- Impatiens sigmoidea Hook.f.
- Impatiens silvestrii Pamp.
- Impatiens silviana Eb.Fisch. & Raheliv.
- Impatiens simbiniensis Grey-Wilson
- Impatiens singgalangensis Grey-Wilson
- Impatiens sinlumiensis Grey-Wilson
- Impatiens sirindhorniae Triboun & Suksathan
- Impatiens smitinandii Shimizu
- Impatiens sodenii Engl. & Warb. – niecierpek Sodena
- Impatiens sorikensis Utami
- Impatiens soulieana Hook.f.
- Impatiens spathulata Y.X.Xiong
- Impatiens spathulifera H.Perrier
- Impatiens spectabilis Triboun & Suksathan
- Impatiens spireana Hook.f.
- Impatiens spirifera Hook.f. & Thomson
- Impatiens spissiflora Hook.f.
- Impatiens squiresii Tardieu
- Impatiens steenisii Grey-Wilson
- Impatiens stefaniae Eb.Fisch. & Raheliv.
- Impatiens stenantha Hook.f.
- Impatiens stenosepala E.Pritz.
- Impatiens stocksii Hook.f. & Thomson
- Impatiens stoliczkae Hook.f.
- Impatiens stolonifera Robi & Manudev
- Impatiens stricta C.B.Clarke ex Hook.f.
- Impatiens stuhlmannii Warb.
- Impatiens subabortiva H.Perrier
- Impatiens subcordata Arn.
- Impatiens subecalcarata (Hand.-Mazz.) Y.L.Chen
- Impatiens subrubriflora H.Perrier
- Impatiens substerilis H.Perrier
- Impatiens substipulata H.Perrier
- Impatiens suichangensis Y.L.Xu & Y.L.Chen
- Impatiens suijiangensis S.H.Huang
- Impatiens suksathanii Ruchis. & Triboun
- Impatiens sulcata Wall.
- Impatiens sunii S.H.Huang
- Impatiens susan-nathansoniae Eb.Fisch. & Raheliv.
- Impatiens sutchuenensis Franch. ex Hook.f.
- Impatiens sylvicola Burtt Davy & Greenway
- Impatiens tafononensis Eb.Fisch. & Raheliv.
- Impatiens taihmushkulni Chhabra & Ramneek
- Impatiens taishunensis Y.L.Chen & Y.L.Xu
- Impatiens talakmauensis Utami
- Impatiens talbotii Hook.f.
- Impatiens tamilnadensis Ramas.
- Impatiens tangachee Bedd.
- Impatiens tanintharyiensis Ruchis., Suksathan & Saw-Lwin
- Impatiens tanyae R.Kr.Singh, Arigela & Kabeer
- Impatiens tapanuliensis Grey-Wilson
- Impatiens taprobanica Hiern
- Impatiens tatoensis Gogoi & W.Adamowski
- Impatiens tavoyana Benth. ex Hook.f. & Thomson
- Impatiens tayemonii Hayata
- Impatiens teitensis Grey-Wilson
- Impatiens tenella B.Heyne ex Wight & Arn.
- Impatiens teneriflora Hook.f.
- Impatiens tenerrima Y.L.Chen
- Impatiens tenuibracteata Y.L.Chen
- Impatiens textorii Miq.
- Impatiens thamnoidea G.M.Schulze
- Impatiens theuerkaufiana Ratheesh & Sivad.
- Impatiens thiochroa Hand.-Mazz.
- Impatiens thomensis Exell
- Impatiens thomsonii Hook.f.
- Impatiens thwaitesii Hook.f. ex Grey-Wilson
- Impatiens tianlinensis S.X.Yu & L.J.Zhang
- Impatiens tienchuanensis Y.L.Chen
- Impatiens tienmushanica Y.L.Chen
- Impatiens tigrina Suksathan & Triboun
- Impatiens tinctoria A.Rich.
- Impatiens tipusensis M.R.Hend.
- Impatiens tirbinensis Hareesh & M.Sabu
- Impatiens tirunelvelliensis L.Joseph & Bhaskar
- Impatiens tomentella Hook.f.
- Impatiens tomentosa B.Heyne ex Wight & Arn.
- Impatiens toppinii Dunn
- Impatiens torenioides H.Perrier
- Impatiens tortisepala Hook.f.
- Impatiens torulosa Hook.f.
- Impatiens touranensis Tardieu
- Impatiens toxophora Hook.f.
- Impatiens translucida Eb.Fisch. & Raheliv.
- Impatiens travancorica Bedd.
- Impatiens triandra H.Perrier
- Impatiens tribounii T.Shimizu & Suksathan
- Impatiens tribuana Utami & Nurainas
- Impatiens tricarinata H.Perrier
- Impatiens tricaudata G.M.Schulze
- Impatiens trichocarpa Hook.f.
- Impatiens trichoceras Baker
- Impatiens trichopoda Hook.f.
- Impatiens trichosepala Y.L.Chen
- Impatiens trichosperma H.Perrier
- Impatiens tricornis Lindl.
- Impatiens trigonosepala Hook.f.
- Impatiens trilobata Colebr.
- Impatiens tripetala Roxb. ex DC.
- Impatiens tropaeolifolia Griff. ex Hook.f.
- Impatiens truncata Thwaites
- Impatiens truncicola H.Perrier
- Impatiens tsangshanensis Y.L.Chen
- Impatiens tsararavina Eb.Fisch. & Raheliv.
- Impatiens tsaratananae H.Perrier
- Impatiens tsingycola Eb.Fisch. & Raheliv.
- Impatiens tuberculata Hook.f. & Thomson
- Impatiens tuberifera Humbert
- Impatiens tuberosa H.Perrier
- Impatiens tubulosa F.B.Forbes & Hemsl.
- Impatiens tujuhensis Utami & T.Shimizu
- Impatiens turrialbana Donn.Sm.
- Impatiens tweedieae E.A.Bruce
- Impatiens ukagurensis Grey-Wilson
- Impatiens uliginosa Franch.
- Impatiens ulugurensis Warb.
- Impatiens umbellata B.Heyne
- Impatiens uncinata Wight
- Impatiens uncipetala C.B.Clarke ex Hook.f.
- Impatiens undulata Y.L.Chen & Y.Q.Lu
- Impatiens unguiculata K.M.Liu & Y.Y.Cong
- Impatiens uniflora Hayata
- Impatiens uralensis A.K.Skvortsov
- Impatiens urticifolia Wall.
- Impatiens urticoides H.Perrier
- Impatiens usambarensis Grey-Wilson
- Impatiens uzungwaensis Grey-Wilson & Frim.-Møll.
- Impatiens vagans Hook.f.
- Impatiens vaniotiana H.Lév.
- Impatiens vaughanii Hook.f.
- Impatiens vebrowniae Eb.Fisch., Wohlh. & Raheliv.
- Impatiens veerapazhasii Ratheesh, Sujanapal & Meera
- Impatiens velaxata Hook.f.
- Impatiens vellela Eb.Fisch. & Raheliv.
- Impatiens venusta H.Perrier
- Impatiens verecunda Hook.f.
- Impatiens verrucifer Hook.f.
- Impatiens verticillata Wight
- Impatiens vesiculifera H.Perrier
- Impatiens vexillaria Hook.f.
- Impatiens vidalii Hook.f.
- Impatiens vidyae R.C.Srivast.
- Impatiens viguieri H.Perrier
- Impatiens vilersii Costantin & Poiss.
- Impatiens vinosa Kiew
- Impatiens violacea M.Kumar & Sequiera
- Impatiens violaceoalba Tardieu
- Impatiens violascens B.U.Oh & Y.Y.Kim
- Impatiens violiflora Hook.f.
- Impatiens violoides Edgew. ex Hook.f.
- Impatiens viridiflora Wight
- Impatiens viscida Wight
- Impatiens viscosa Bedd.
- Impatiens vitellina Grey-Wilson
- Impatiens vittata Franch.
- Impatiens volatianae Eb.Fisch. & Raheliv.
- Impatiens volkensii Warb.
- Impatiens waldheimiana Hook.f.
- Impatiens walkeri Hook. ex Arn.
- Impatiens walleriana Hook.f. – niecierpek sułtański, n. Waleriana, n. Holsta
- Impatiens wallichii Hook.f.
- Impatiens walongensis Hareesh, M.Sabu & Borah
- Impatiens warburgiana G.M.Schulze & R.Wilczek
- Impatiens wattii Hook.f.
- Impatiens wawuensis Bo Ding & S.X.Yu
- Impatiens weihsiensis Y.L.Chen
- Impatiens wenshanensis S.H.Huang
- Impatiens wibkeae Eb.Fisch. & Raheliv.
- Impatiens wightiana Bedd.
- Impatiens wilksiana Stévart, S.B.Janssens & Eb.Fisch.
- Impatiens williamsii H.Hara
- Impatiens wilsonii Hook.f.
- Impatiens winkleri Hook.f.
- Impatiens wirabraja Utami
- Impatiens wohlhauseri Eb.Fisch. & Raheliv.
- Impatiens wolfgangii J.Lali & Bhaskar
- Impatiens wrayi Hook.f.
- Impatiens wuchengyihii S.Akiyama, H.Ohba & S.K.Wu
- Impatiens wuerstenii S.B.Janssens & Dessein
- Impatiens wuyuanensis Y.L.Chen
- Impatiens wynadensis L.Joseph & Bhaskar
- Impatiens xanthina H.F.Comber
- Impatiens xanthinoides G.W.Hu
- Impatiens xanthocephala W.W.Sm.
- Impatiens yangshanensis A.Q.Dong & F.W.Xing
- Impatiens yaoshanensis K.M.Liu & Y.Y.Cong
- Impatiens yercaudensis Bhaskar
- Impatiens yilingiana X.F.Jin, Shu Z.Yang & L.Qian
- Impatiens yingjiangensis S.Akiyama & H.Ohba
- Impatiens yongshanensis S.H.Huang
- Impatiens yunnanensis Franch.
- Impatiens zhuxiensis Q.L.Gan & X.W.Li
- Impatiens zironiana Gogoi, Hareesh & W.Adamowski
- Impatiens zixishanensis S.H.Huang
- Impatiens zollingeri Kuntze
- Impatiens zombensis Baker
- Impatiens zygosepala Hook.f.